# 高松市
高松市（たかまつし）は、香川県の中部に位置する市。香川県の県庁所在地および最大の都市であり、中核市に指定されている。
旧香川郡・木田郡（三木郡・山田郡）・綾歌郡（阿野郡）で、1890年2月15日の市制当時の区域は旧香川郡の一部から構成された。高松都市圏の中心都市。四国地方において愛媛県松山市に次いで2番目の人口規模を誇る。

## 概要
瀬戸内海に面する港町で、市街地から至近な高松港が瀬戸内海の島々や本州の都市と当市を結んでいる。かつて国鉄の宇高連絡船が就航していたこともあり、四国の玄関口である。1988年に瀬戸大橋が開通したことにより宇高連絡船は廃止されたが、山陽新幹線との接続駅でもある岡山駅 - 高松駅間は快速マリンライナーで約1時間程度でアクセスが可能である。また、高松駅からは四国内の各都市を結ぶ特急列車が発着している。交通アクセスの良さから四国を統轄する国の出先機関のほとんどや、多くの全国的規模の企業の四国支社や支店が集積する支店経済都市である（中国・四国地方として広島市や岡山市に地域支社が置かれることも多い）。また、四国電力やJR四国といった四国を代表するような企業の本社などが置かれ、四国の政治経済における中心拠点の一つである。
現在、高松市の人口は平成の大合併などを経て42万人を擁し、四国内では愛媛県松山市に次いで2位である。さらに高松市を中心とする高松都市圏の人口においては約83万人（2010年国勢調査基準）と、香川県の人口100万人の過半数に達する。都市圏人口では松山都市圏を上回り、四国最大の都市圏を形成している。
江戸時代には御連枝の高松松平家（水戸徳川家の分家）が治める高松藩の城下町として盛え、瀬戸内海に面する高松城天守がこの街の象徴であったが明治時代に破却され、現在では2004年に高松駅前に完成した高松シンボルタワーが、それに替わる新しいランドマークとしての機能を果たしている。また、中心商店街である丸亀町商店街では大規模な再開発が行われており、活気溢れる商店街として多くのメディアで紹介され、全国から視察が来るほどである。
そして香川県の人口重心は「高松市国分寺町福家」と、高松市中心部からみて南西の市内にあり、県の地理的中心でもある。

## 地理

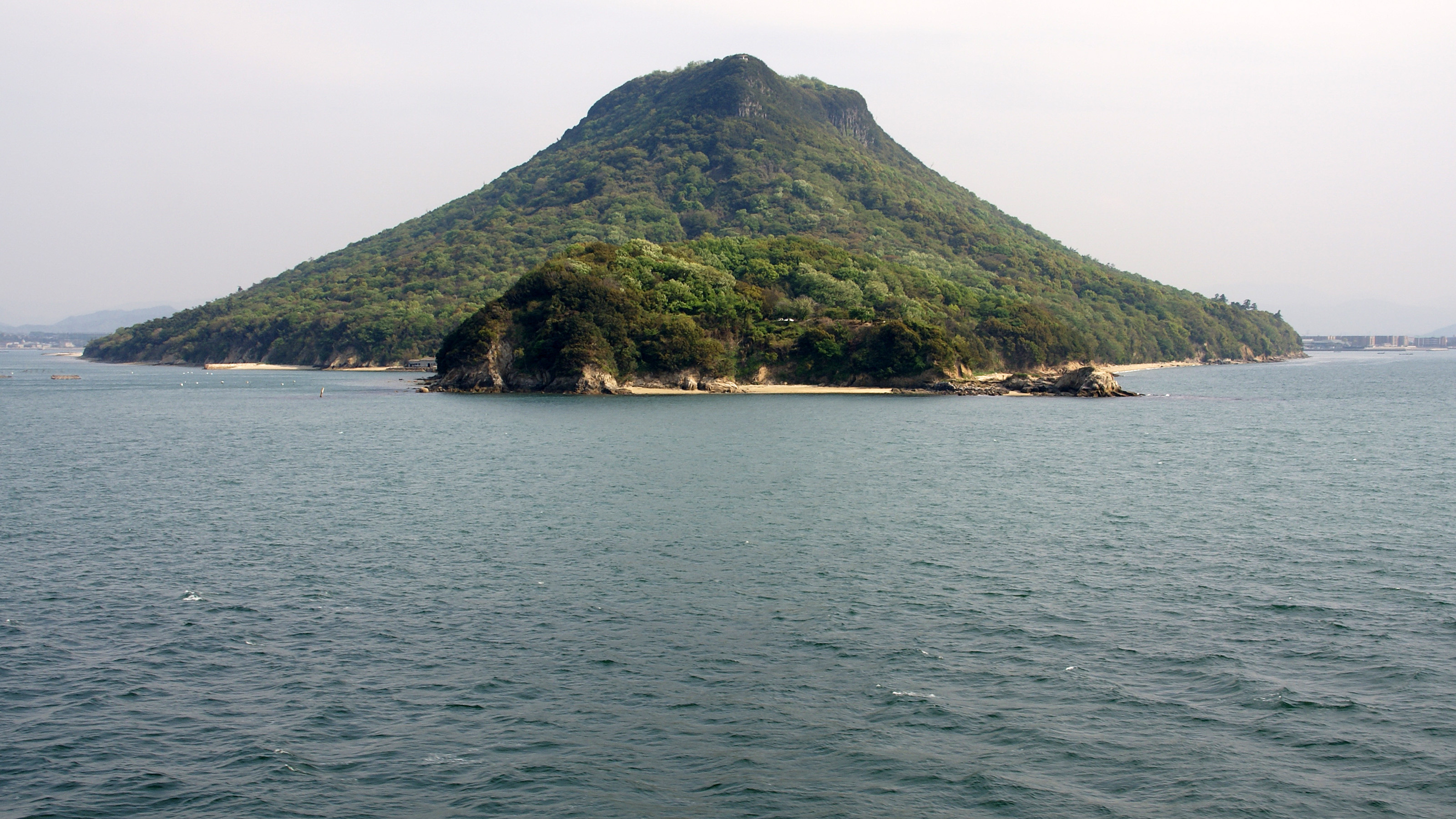
屋島

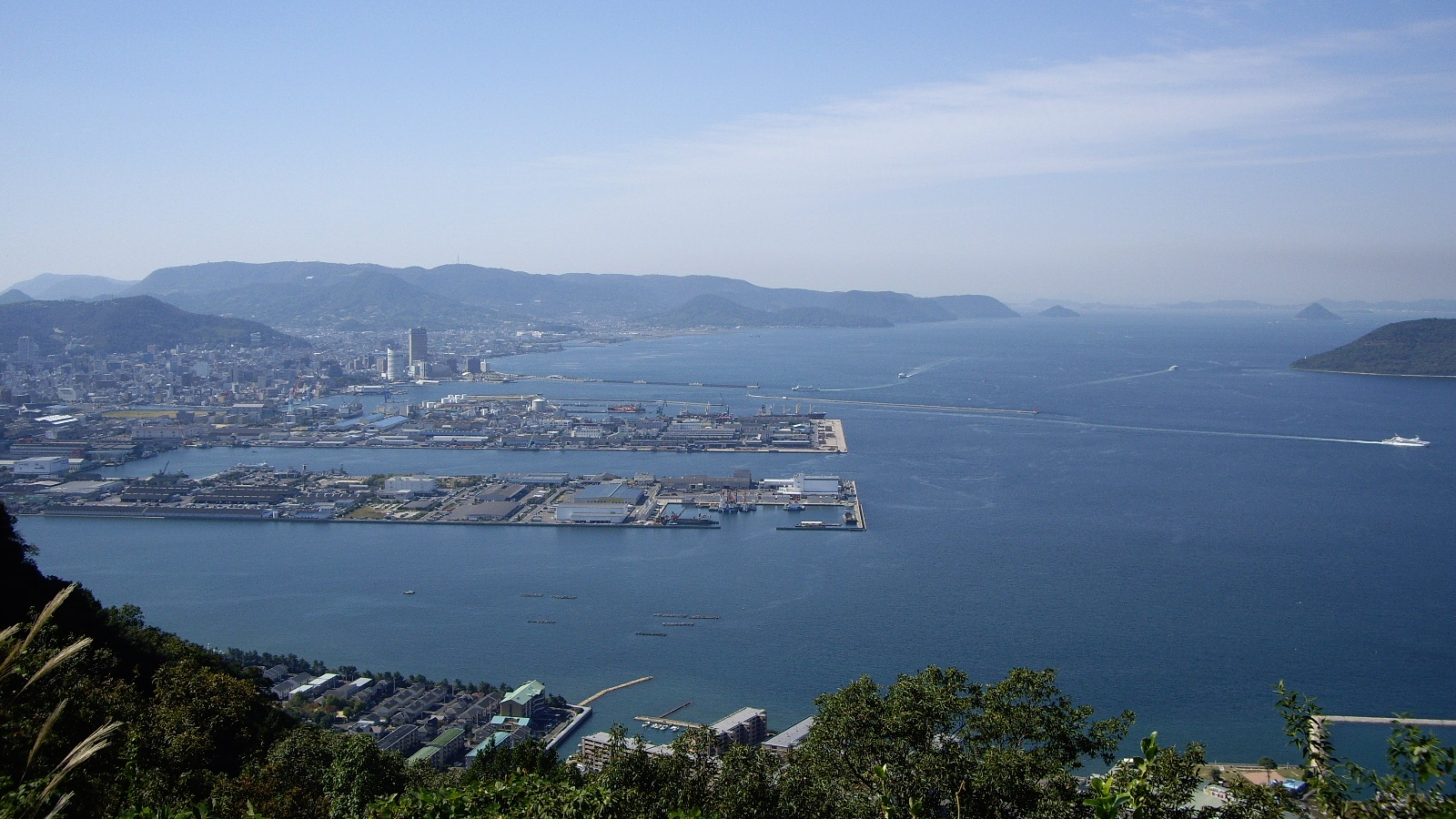
屋島から見た高松港周辺

高松市は讃岐平野の一部である高松平野に位置し、全体的に緩やかな勾配で占められている。また北側は瀬戸内海に面し、高松港および高松新港（通称新湊）を中心に半円状の市街地を形成している。
市域の西部は香東川の土砂が堆積して出来た扇状地から成っている。東部は春日川や新川によってできた氾濫平野で、その河口部は三角州からなる海岸平野である。北東部には、瀬戸内海に突き出た卓状の台地で、治承・寿永の乱（源平合戦）である屋島や、四国本島最北端の竹居岬が庵治町にある。市の北西部は丘陵となっている。日本で初めて国立公園に指定された瀬戸内海国立公園の中心に位置しており、その瀬戸内海には島嶼が点在する。
市内の難読地名としては中間町（なかつま）、亀水町（たるみ）、小村町（おもれ）、浦生（うろ）、弓弦羽（ゆずりは）などがある。
- 山: 石清尾山塊、屋島、前田山、五色台、五剣山、竜王山、大滝山（讃岐山脈）
- 川: 香東川
- 島: 屋島、女木島（鬼ヶ島）、男木島、小槌島、大槌島（北半分は玉野市）
- ダム: 内場ダム、椛川ダム

### 市街地
高松市は港町として発達してきた特性上、北側に市街地が直接海に面し、また南西方向は峰山と呼ばれる石清尾山塊にも接しているため、実質都市の展開は100度程度に限られる。そのため、360度の展開が可能な他の都市に比べマンションなどの林立が顕著で中心部や近隣住宅街の人口密度が高い。

### 広袤（こうぼう）

高松市中心部周辺の空中写真。
2021年5月29日撮影の40枚を合成作成。。

国土地理院地理情報によると高松市の東西南北それぞれの端は以下の位置で、東西の長さは23.60km、南北の長さは35.84kmである。南端を除く3方位の端は全て島嶼部に位置している。また、2010年国勢調査基準による人口の重心は伏石町845番地付近にある。
|                                                                          | 北端 北緯34度26分3秒 東経134度3分38秒 / 北緯34.43417度 東経134.06056度 ↑     | 人口重心 北緯34度18分43.98秒 東経134度3分5.49秒 / 北緯34.3122167度 東経134.0515250度 |
| 西端 北緯34度25分7秒 東経133度55分11秒 / 北緯34.41861度 東経133.91972度← | 中心点 北緯34度16分21.5秒 東経134度2分53秒 / 北緯34.272639度 東経134.04806度 | 東端 →北緯34度23分29秒 東経134度10分35秒 / 北緯34.39139度 東経134.17639度            |
|                                                                          | ↓ 南端 北緯34度6分40秒 東経134度3分41秒 / 北緯34.11111度 東経134.06139度     |                                                                                      |

### 気候
瀬戸内型気候区に属し、降水量は少なく、日照時間は長いため、年間を通じて温暖な気候である。
冬から春にかけて、中国大陸から流入する黄砂がよく観測される。冬は小雨や小雪（みぞれ）の降る日もあり、すっきりとした快晴（雲量1.5未満）になる日は意外と少ないものの、冬の晴天日数そのものは多い。積雪も一冬に1-2回程度は起こるが、関東地方に比べると南岸低気圧による大雪は少ない。また、夏は瀬戸内海沿岸特有の「凪」や讃岐山脈越えのフェーン現象などの影響で、しばしば猛暑日や熱帯夜になることがある。
日照時間が長いことが塩の生産・発展に役立ち、「塩田王国香川」と言われた。しかし、少雨の傾向は夏場に多く水不足をもたらし、大雨になると河川が氾濫し、洪水をもたらした。
降水量は少ない。雨が降ったとしても大きな川が無いため、すぐに海へと流れ出てしまうため、数十年単位で大渇水に見舞われる。渇水とまでは至らないが、香川県の水源である高知県の早明浦ダムが底を突き、香川県内で取水制限が実施されることは毎年のように起こり、珍しいことではない。しかしそれでも、1974年（昭和49年）に香川用水が通水し、徳島県の吉野川を経由した高知県の早明浦ダムの水が供給されるようになったため、顕著な旱害は少なくなった。
市街地が直接海に面していることにより、台風が四国付近を通過したときには度々市街地でも高潮の被害が発生する。2004年（平成16年）8月31日未明に襲来した台風16号は、通過した時間帯と大潮の満潮が重なったため、地域によっては最大2m近くの高潮が襲来した。その日一日、都市機能が麻痺した。
また、旱魃にも多く見舞われてきたため、歴史的に非常に多くのため池が造られ、市内の至る所で大小様々なため池が見られる。
- 気温 - 最高38.6℃（2013年〈平成25年〉8月11日、最低-7.7℃（1945年〈昭和20年〉1月28日）
- 最大日降水量 - 210.5ミリ（2004年〈平成16年〉10月20日）
- 最大瞬間風速 - 39.5メートル（1965年〈昭和40年〉9月10日）
- 夏日最多日数 - 161日（2024年〈令和6年〉）
- 真夏日最多日数 - 90日（2022年〈令和4年〉）
- 猛暑日最多日数 - 48日（2024年〈令和6年〉）
- 熱帯夜最多日数 - 68日（2024年〈令和6年〉）
- 冬日最多日数 - 67日（1943年〈昭和18年〉）

| 高松地方気象台（高松市伏石町、標高9m）の気候                 | 高松地方気象台（高松市伏石町、標高9m）の気候 | 高松地方気象台（高松市伏石町、標高9m）の気候 | 高松地方気象台（高松市伏石町、標高9m）の気候 | 高松地方気象台（高松市伏石町、標高9m）の気候 | 高松地方気象台（高松市伏石町、標高9m）の気候 | 高松地方気象台（高松市伏石町、標高9m）の気候 | 高松地方気象台（高松市伏石町、標高9m）の気候 | 高松地方気象台（高松市伏石町、標高9m）の気候 | 高松地方気象台（高松市伏石町、標高9m）の気候 | 高松地方気象台（高松市伏石町、標高9m）の気候 | 高松地方気象台（高松市伏石町、標高9m）の気候 | 高松地方気象台（高松市伏石町、標高9m）の気候 | 高松地方気象台（高松市伏石町、標高9m）の気候 |
| 月                                                           | 1月                                          | 2月                                          | 3月                                          | 4月                                          | 5月                                          | 6月                                          | 7月                                          | 8月                                          | 9月                                          | 10月                                         | 11月                                         | 12月                                         | 年                                           |
| ------------------------------------------------------------ | -------------------------------------------- | -------------------------------------------- | -------------------------------------------- | -------------------------------------------- | -------------------------------------------- | -------------------------------------------- | -------------------------------------------- | -------------------------------------------- | -------------------------------------------- | -------------------------------------------- | -------------------------------------------- | -------------------------------------------- | -------------------------------------------- |
| 最高気温記録 °C （°F）                                       | 18.9 (66)                                    | 24.0 (75.2)                                  | 25.5 (77.9)                                  | 30.9 (87.6)                                  | 32.6 (90.7)                                  | 36.5 (97.7)                                  | 38.2 (100.8)                                 | 38.6 (101.5)                                 | 37.6 (99.7)                                  | 34.0 (93.2)                                  | 26.9 (80.4)                                  | 21.2 (70.2)                                  | 38.6 (101.5)                                 |
| 平均最高気温 °C （°F）                                       | 9.7 (49.5)                                   | 10.5 (50.9)                                  | 14.1 (57.4)                                  | 19.8 (67.6)                                  | 24.8 (76.6)                                  | 27.5 (81.5)                                  | 31.7 (89.1)                                  | 33.0 (91.4)                                  | 28.8 (83.8)                                  | 23.2 (73.8)                                  | 17.5 (63.5)                                  | 12.1 (53.8)                                  | 21.1 (70)                                    |
| 日平均気温 °C （°F）                                         | 5.9 (42.6)                                   | 6.3 (43.3)                                   | 9.4 (48.9)                                   | 14.7 (58.5)                                  | 19.8 (67.6)                                  | 23.3 (73.9)                                  | 27.5 (81.5)                                  | 28.6 (83.5)                                  | 24.7 (76.5)                                  | 19.0 (66.2)                                  | 13.2 (55.8)                                  | 8.1 (46.6)                                   | 16.7 (62.1)                                  |
| 平均最低気温 °C （°F）                                       | 2.1 (35.8)                                   | 2.2 (36)                                     | 5.0 (41)                                     | 9.9 (49.8)                                   | 15.1 (59.2)                                  | 19.8 (67.6)                                  | 24.1 (75.4)                                  | 25.1 (77.2)                                  | 21.2 (70.2)                                  | 15.1 (59.2)                                  | 9.1 (48.4)                                   | 4.3 (39.7)                                   | 12.8 (55)                                    |
| 最低気温記録 °C （°F）                                       | −7.7 (18.1)                                  | −6.0 (21.2)                                  | −4.4 (24.1)                                  | −2.4 (27.7)                                  | 2.8 (37)                                     | 7.5 (45.5)                                   | 15.3 (59.5)                                  | 15.8 (60.4)                                  | 9.4 (48.9)                                   | 2.0 (35.6)                                   | −1.8 (28.8)                                  | −5.3 (22.5)                                  | −7.7 (18.1)                                  |
| 降水量 mm （inch）                                           | 39.4 (1.551)                                 | 45.8 (1.803)                                 | 81.4 (3.205)                                 | 74.6 (2.937)                                 | 100.9 (3.972)                                | 153.1 (6.028)                                | 159.8 (6.291)                                | 106.0 (4.173)                                | 167.4 (6.591)                                | 120.1 (4.728)                                | 55.0 (2.165)                                 | 46.7 (1.839)                                 | 1,150.1 (45.28)                              |
| 降雪量 cm （inch）                                           | 0 (0)                                        | 1 (0.4)                                      | 0 (0)                                        | 0 (0)                                        | 0 (0)                                        | 0 (0)                                        | 0 (0)                                        | 0 (0)                                        | 0 (0)                                        | 0 (0)                                        | 0 (0)                                        | 0 (0)                                        | 1 (0.4)                                      |
| 平均降水日数 （≥0.5 mm）                                     | 7.5                                          | 8.0                                          | 10.8                                         | 10.1                                         | 9.4                                          | 11.5                                         | 10.5                                         | 7.9                                          | 10.5                                         | 9.3                                          | 7.8                                          | 7.9                                          | 111.3                                        |
| 平均降雪日数                                                 | 4.7                                          | 4.6                                          | 1.2                                          | 0.0                                          | 0.0                                          | 0.0                                          | 0.0                                          | 0.0                                          | 0.0                                          | 0.0                                          | 0.0                                          | 2.4                                          | 12.8                                         |
| % 湿度                                                       | 63                                           | 63                                           | 62                                           | 62                                           | 64                                           | 72                                           | 73                                           | 70                                           | 72                                           | 70                                           | 69                                           | 66                                           | 67                                           |
| 平均月間日照時間                                             | 141.4                                        | 143.8                                        | 175.0                                        | 194.5                                        | 210.1                                        | 158.2                                        | 191.8                                        | 221.2                                        | 159.6                                        | 164.6                                        | 145.5                                        | 142.7                                        | 2,046.5                                      |
| 出典：気象庁（平均値：1991年 - 2020年、極値：1941年 - 現在） |                                              |                                              |                                              |                                              |                                              |                                              |                                              |                                              |                                              |                                              |                                              |                                              |                                              |

| 香南（高松市香南町由佐、標高185m、2003年 - 2020年）の気候 | 香南（高松市香南町由佐、標高185m、2003年 - 2020年）の気候 | 香南（高松市香南町由佐、標高185m、2003年 - 2020年）の気候 | 香南（高松市香南町由佐、標高185m、2003年 - 2020年）の気候 | 香南（高松市香南町由佐、標高185m、2003年 - 2020年）の気候 | 香南（高松市香南町由佐、標高185m、2003年 - 2020年）の気候 | 香南（高松市香南町由佐、標高185m、2003年 - 2020年）の気候 | 香南（高松市香南町由佐、標高185m、2003年 - 2020年）の気候 | 香南（高松市香南町由佐、標高185m、2003年 - 2020年）の気候 | 香南（高松市香南町由佐、標高185m、2003年 - 2020年）の気候 | 香南（高松市香南町由佐、標高185m、2003年 - 2020年）の気候 | 香南（高松市香南町由佐、標高185m、2003年 - 2020年）の気候 | 香南（高松市香南町由佐、標高185m、2003年 - 2020年）の気候 | 香南（高松市香南町由佐、標高185m、2003年 - 2020年）の気候 |
| 月                                                        | 1月                                                       | 2月                                                       | 3月                                                       | 4月                                                       | 5月                                                       | 6月                                                       | 7月                                                       | 8月                                                       | 9月                                                       | 10月                                                      | 11月                                                      | 12月                                                      | 年                                                        |
| --------------------------------------------------------- | --------------------------------------------------------- | --------------------------------------------------------- | --------------------------------------------------------- | --------------------------------------------------------- | --------------------------------------------------------- | --------------------------------------------------------- | --------------------------------------------------------- | --------------------------------------------------------- | --------------------------------------------------------- | --------------------------------------------------------- | --------------------------------------------------------- | --------------------------------------------------------- | --------------------------------------------------------- |
| 最高気温記録 °C （°F）                                    | 16.6 (61.9)                                               | 22.8 (73)                                                 | 25.2 (77.4)                                               | 29.6 (85.3)                                               | 31.9 (89.4)                                               | 34.8 (94.6)                                               | 36.8 (98.2)                                               | 37.8 (100)                                                | 35.5 (95.9)                                               | 31.9 (89.4)                                               | 26.5 (79.7)                                               | 19.4 (66.9)                                               | 37.8 (100)                                                |
| 平均最高気温 °C （°F）                                    | 8.2 (46.8)                                                | 9.3 (48.7)                                                | 13.1 (55.6)                                               | 18.8 (65.8)                                               | 23.7 (74.7)                                               | 26.4 (79.5)                                               | 30.2 (86.4)                                               | 31.7 (89.1)                                               | 27.5 (81.5)                                               | 21.9 (71.4)                                               | 16.3 (61.3)                                               | 10.5 (50.9)                                               | 19.8 (67.6)                                               |
| 日平均気温 °C （°F）                                      | 4.1 (39.4)                                                | 4.9 (40.8)                                                | 8.0 (46.4)                                                | 13.3 (55.9)                                               | 18.3 (64.9)                                               | 21.8 (71.2)                                               | 25.6 (78.1)                                               | 26.7 (80.1)                                               | 22.8 (73)                                                 | 17.3 (63.1)                                               | 11.8 (53.2)                                               | 6.5 (43.7)                                                | 15.1 (59.2)                                               |
| 平均最低気温 °C （°F）                                    | 0.4 (32.7)                                                | 0.7 (33.3)                                                | 3.0 (37.4)                                                | 7.9 (46.2)                                                | 13.0 (55.4)                                               | 17.7 (63.9)                                               | 22.0 (71.6)                                               | 22.8 (73)                                                 | 19.1 (66.4)                                               | 13.3 (55.9)                                               | 7.7 (45.9)                                                | 2.7 (36.9)                                                | 10.9 (51.6)                                               |
| 最低気温記録 °C （°F）                                    | −5.6 (21.9)                                               | −5.5 (22.1)                                               | −3.6 (25.5)                                               | −1.1 (30)                                                 | 2.9 (37.2)                                                | 9.7 (49.5)                                                | 16.3 (61.3)                                               | 15.9 (60.6)                                               | 11.0 (51.8)                                               | 4.6 (40.3)                                                | −0.4 (31.3)                                               | −4.9 (23.2)                                               | −5.6 (21.9)                                               |
| 降水量 mm （inch）                                        | 41.0 (1.614)                                              | 54.8 (2.157)                                              | 84.8 (3.339)                                              | 77.8 (3.063)                                              | 105.5 (4.154)                                             | 160.7 (6.327)                                             | 193.2 (7.606)                                             | 150.1 (5.909)                                             | 214.4 (8.441)                                             | 148.4 (5.843)                                             | 64.4 (2.535)                                              | 59.0 (2.323)                                              | 1,353.9 (53.303)                                          |
| 平均降水日数 （≥1.0 mm）                                  | 6.6                                                       | 8.4                                                       | 10.1                                                      | 9.8                                                       | 8.3                                                       | 11.1                                                      | 10.5                                                      | 8.7                                                       | 10.2                                                      | 8.5                                                       | 8.0                                                       | 7.9                                                       | 108.0                                                     |
| 出典1：Japan Meteorological Agency                        |                                                           |                                                           |                                                           |                                                           |                                                           |                                                           |                                                           |                                                           |                                                           |                                                           |                                                           |                                                           |                                                           |
| 出典2：気象庁                                             |                                                           |                                                           |                                                           |                                                           |                                                           |                                                           |                                                           |                                                           |                                                           |                                                           |                                                           |                                                           |                                                           |

## 人口
四国地方で二番目に人口が多い。2015年の国勢調査で高松市は、四国地方の市のなかで唯一人口が増加した都市となった。しかし、高松市の人口は2015年（平成27年）まで増加していたが、その後は減少傾向にある。
- 総人口
  - 法定人口：42万0748人（2015年国勢調査）
  - 推計人口：41万7389人（2021年3月1日現在）
  - 登録人口：42万5732人（2021年3月1日現在）
- 世帯数: 19万0618世帯（推計人口、2021年3月1日現在）
- 人口密度：1111.2人/km²（推計人口、2021年3月1日現在）
- 平均年齢：45.08歳（2010年国勢調査）
- 人口集中地区人口：21万7410人
- 人口集中地区の人口が総人口に占める割合：52.2%
- 総面積：375.41km²
- 人口集中地区の面積：40.81km²
- 人口集中地区の面積が総面積に占める割合：10.9%
- 人口集中地区の人口密度：5327.4人/km²
- 可住地面積：232.83km²
- 可住地面積において人口集中地区が占める割合：17.5%

| 地域名 | 総数 （人） | 男 （人） | 女 （人） | 世帯数 （人） | 平均世帯 人員（人） | 平均年齢 （歳） | 面積 （km2） | 人口密度 （人/km2） |
| ------ | ----------- | --------- | --------- | ------------- | ------------------- | --------------- | ------------ | ------------------- |
| 本庁   | 76,415      | 37,391    | 39,024    | 38,946        | 1.96                | 50.62           | 11.3         | 6,762.39            |
| 鶴尾   | 13,088      | 6,590     | 6,498     | 6,518         | 2.01                | 49.82           | 8.79         | 1,488.96            |
| 太田   | 36,100      | 17,622    | 18,478    | 15,433        | 2.34                | 40.84           | 6.02         | 5,996.68            |
| 木太   | 31,227      | 15,259    | 15,968    | 13,235        | 2.36                | 41.64           | 5.82         | 5,365.46            |
| 古高松 | 20,993      | 10,102    | 10,891    | 8,352         | 2.51                | 45.60           | 12.83        | 1,636.24            |
| 屋島   | 20,612      | 9,998     | 10,614    | 8,577         | 2.40                | 43.84           | 10.44        | 1,974.33            |
| 前田   | 4,639       | 2,196     | 2,443     | 1,788         | 2.59                | 49.18           | 6.11         | 759.25              |
| 川添   | 9,283       | 4,424     | 4,859     | 3,981         | 2.33                | 46.83           | 4.51         | 2,058.31            |
| 林     | 10,182      | 5,125     | 5,057     | 4,305         | 2.37                | 40.86           | 5.80         | 1,755.52            |
| 三谷   | 3,971       | 1,942     | 2,029     | 1,321         | 3.01                | 47.00           | 8.64         | 459.61              |
| 多肥   | 11,917      | 5,830     | 6,087     | 4,496         | 2.65                | 42.07           | 4.04         | 2,949.75            |
| 仏生山 | 7,874       | 3,852     | 4,022     | 3,263         | 2.41                | 47.38           | 2.79         | 2,822.22            |
| 一宮   | 15,148      | 7,153     | 7,995     | 6,156         | 2.46                | 46.40           | 6.90         | 2,195.36            |
| 川岡   | 4,489       | 2,135     | 2,354     | 1,505         | 2.98                | 48.51           | 5.52         | 813.22              |
| 円座   | 9,950       | 4,763     | 5,187     | 3,703         | 2.69                | 42.05           | 5.01         | 1,986.03            |
| 檀紙   | 7,239       | 3,488     | 3,751     | 2,567         | 2.82                | 44.41           | 7.64         | 947.51              |
| 弦打   | 10,669      | 5,275     | 5,394     | 4,365         | 2.44                | 45.08           | 7.05         | 1,513.33            |
| 鬼無   | 5,978       | 2,879     | 3,099     | 2,218         | 2.70                | 46.81           | 6.98         | 856.45              |
| 香西   | 10,623      | 5,137     | 5,486     | 4,371         | 2.43                | 45.85           | 4.34         | 2,447.70            |
| 下笠居 | 5,977       | 2,862     | 3,115     | 2,157         | 2.77                | 47.91           | 18.92        | 315.91              |
| 女木   | 174         | 75        | 99        | 100           | 1.74                | 67.41           | 2.73         | 63.74               |
| 男木   | 162         | 72        | 90        | 96            | 1.69                | 69.69           | 1.34         | 120.90              |
| 山田   | 22,329      | 10,720    | 11,609    | 8,033         | 2.78                | 47.15           | 40.86        | 546.48              |
| 塩江   | 3,074       | 1,445     | 1,629     | 1,118         | 2.75                | 56.97           | 80.10        | 38.38               |
| 牟礼   | 28,576      | 13,552    | 15,024    | 10,777        | 2.65                | 46.75           | 16.48        | 1,733.98            |
| 庵治   | 5,640       | 2,680     | 2,960     | 1,970         | 2.86                | 51.31           | 15.83        | 356.29              |
| 香川   | 32,454      | 15,629    | 16,825    | 11,763        | 2.76                | 49.22           | 27.33        | 1,187.49            |
| 香南   | 7,748       | 3,743     | 4,005     | 2,621         | 2.96                | 48.00           | 14.72        | 526.36              |
| 国分寺 | 23,961      | 11,430    | 12,531    | 8,566         | 2.80                | 43.49           | 26.25        | 912.80              |
| 総数   | 419,429     | 203,312   | 216,117   | 174,278       | 2.41                | 45.08           | 375.09       | 1,118.21            |

- 出典：平成22年国勢調査／小地域集計／37香川県 、平成18年版高松市統計年報／1.土地・気象date=2025年8月

### 年齢別分布および高松市
高松市の人口は2015年（平成27年）まで増加していたが、その後は減少傾向にある。
年齢区分別の人口では、生産年齢人口（15歳 - 64歳）が1995年（平成7年）をピークに減少、年少人口（0歳 - 14歳）も1980年（昭和55年）以降は減少傾向にある。一方で、高齢者人口（65歳以上）は増加傾向にあり、2000年（平成12年）以降は高齢者人口が年少人口を上回っている。世帯数は増加傾向にある一方、1世帯当たり人員は年々減少して核家族や単独世帯が増加している。
人口の自然増減では、2006年（平成18年）以降は出生数は減少傾向にある一方で、死亡数は増加傾向で2011年（平成23年）以降は死亡数が出生数を上回る自然減の状況にある。2018年（平成30年）から2019年（令和元年）にかけて出生数の大幅な減少と死亡数の増加により人口の自然減が顕著になっている。
人口の社会増減は、相対的には1996年（平成8年）以降は転出超過となっていたが、2008年（平成20年）以降は転入超過で推移した。ただ、転入者数は2015年（平成27年）から横ばい傾向で、減少傾向だった転出者数も2017年（平成29年）以降は増加に転じた。その後は2021年（令和3年）と2023年（令和5年）を除いて転入者数が転出者数を上回る社会増の状況が続いている（2024年現在）。
転入者の住所のメッシュ分析（500メートルメッシュ）では、転入者の多い地域は高松琴平電気鉄道（ことでん）琴平線の高松築港駅 - 仏生山駅間の沿線を中心とした地域に転入がみられる。
| |                                        |  |
| 高松市と全国の年齢別人口分布（2005年） | 高松市の年齢・男女別人口分布（2005年） |  |
| ■紫色 ― 高松市 ■緑色 ― 日本全国 | ■青色 ― 男性 ■赤色 ― 女性              |  |
| 高松市（に相当する地域）の人口の推移 \| 1970年（昭和45年） \| 327,170人 \| \| \| 1975年（昭和50年） \| 360,024人 \| \| \| 1980年（昭和55年） \| 386,547人 \| \| \| 1985年（昭和60年） \| 401,020人 \| \| \| 1990年（平成2年） \| 406,853人 \| \| \| 1995年（平成7年） \| 412,626人 \| \| \| 2000年（平成12年） \| 416,680人 \| \| \| 2005年（平成17年） \| 418,125人 \| \| \| 2010年（平成22年） \| 419,429人 \| \| \| 2015年（平成27年） \| 420,748人 \| \| \| 2020年（令和2年） \| 417,496人 \| \| |                                        |  |
| 総務省統計局 国勢調査より |                                        |  |
| 1970年（昭和45年） | 327,170人                              |  |
| 1975年（昭和50年） | 360,024人                              |  |
| 1980年（昭和55年） | 386,547人                              |  |
| 1985年（昭和60年） | 401,020人                              |  |
| 1990年（平成2年） | 406,853人                              |  |
| 1995年（平成7年） | 412,626人                              |  |
| 2000年（平成12年） | 416,680人                              |  |
| 2005年（平成17年） | 418,125人                              |  |
| 2010年（平成22年） | 419,429人                              |  |
| 2015年（平成27年） | 420,748人                              |  |
| 2020年（令和2年） | 417,496人                              |  |

## 市名の由来
高松の市名の由来は平安中期の史書に見られる「多加津の郷」（古高松地区にあった港町の「高松郷」）で、さらに生駒氏によって天正16年（1588年）に築城した際に城周辺の地名を従来の「野原」から「高松」に改めた。

## 住所表記

### 市域における「町」の規則性
高松市では市内に設定されている町名には以下のような規則性がある。
町名のほぼすべてに「町」が付く
高松市では市内に設定されている町名のほぼすべてに「町」が付く。平成の大合併により市域が広がった2006年以降の町丁は182町であるが、そのうち「町」が一切付かないのは観光通一丁目〜二丁目、天神前、サンポート、丸の内の5町のみで、いずれも中心市街地たる本庁地区に位置する。
マチと読むのは都心部、チョウは郊外部
「町」の読み方であるが、こちらもマチが都心部および郊外部町名の接尾辞、チョウが都心周縁部および郊外部にある程度固まっている。まず、マチは都心部、とりわけ旧城下町時代由来の町名に多く見られる。例：丸亀町（）、瓦町（）など。そして、チョウは基本的に郊外部および中心市街地のうち旧高松城下（都心部）ではない地域に多く見られる。例：福岡町（）、木太町（）。
概して郊外部におけるチョウは、都心部におけるマチと比較して面積が広い。それは、このチョウの多くが大正時代以降に高松市に編入された旧町村の大字に由来し、この大字というのが明治時代以前の自然村、つまり一つの村に相当する範囲を指す存在だったためである。
ただし、中心市街地に位置する町名の中には、大正時代以降に付けられた瑞祥地名や埋め立て地を中心に、都心部ではなくてもマチと読む例外が多い。例：朝日町（）や扇町（）、新北町（）。
他にも郊外部に位置する町でも、地名の後に東西南北や上下を付けて区分する場合にはマチと読む。例：屋島東町（）、太田下町（）など。
以上の例外に当てはまらない場合でも郊外部においてマチと読む特殊なパターンが、栗林地区における桜町や鶴尾地区における室町、室新町、東・西ハゼ町、紙町である。
平成以降の市域には「町」の後ろにさらに地名が付く
平成の大合併で編入された地域にはそれまでの編入パターンとは異なる町名が設定された。編入された自治体名を○○町とし、その後ろに自治体内にあった大字を付している。例：香川町川東上（）、塩江町安原上東（）など。ただし、庵治町では大字が存在しなかったため、町名の後には何も付かない。また、昭和時代に編入された鬼無町も町名の後にさらに地名が付くが、こちらは大字が存在せずその後町名変更によりかつての小字を町名として付している。これらの地域では概して住所表記が長くなる傾向にある。

### 住居表示
高松市における住居表示は1964年から中心部（本庁地区）のみで順次実施された。ただし、本庁地区でも以下の地域については住居表示が行われていない。
塩屋町、築地町、塩上町（後述）、八坂町、福田町、常磐町一丁目、常磐町二丁目、瓦町一丁目、瓦町二丁目、古馬場町、御坊町、今新町、大工町、百間町、片原町、東浜町一丁目、通町、井口町、末広町、松島町（後述）、観光通一丁目、田町、東田町、藤塚町（後述）、旅篭町、中新町、兵庫町、古新町、磨屋町、紺屋町、鍛冶屋町、丸亀町、南新町、亀井町、峰山町
本庁地区の中でも都心部にあたる部分がドーナツ状に住居表示未実施地域となっている。この地域の多くは「住居表示に関する法律」施行以前の1958年に町名地番整備が行われた地域で、一本の道路を挟んで両側が同じ町に属する、いわゆる「両側町」の区域である。この両側町のシステムは城下町時代の町割りに由来し、町名の歴史的意義を残す形になっている。こうした両側町は必ずしも道路を町界としていないことから、名古屋市などのように住居表示の実施によって城下町由来の町名町界を全廃して、栄、錦、丸の内などの広く大きな町丁名で一くくりにする方式もある。
高松市の中心市街地では、下表のように、同一地名で住居表示実施済み地区と未実施地区が並存している例がある。
| 住居表示実施済み地区 | 住居表示未実施地区 |
| -------------------- | ------------------ |
| 塩上町1〜3丁目       | 塩上町             |
| 藤塚町1〜3丁目       | 藤塚町             |
| 松島町1〜3丁目       | 松島町             |
| 観光通2丁目          | 観光通1丁目        |

塩上町1〜3丁目、藤塚町1〜3丁目、松島町1〜3丁目は1958年〜1964年の町名地番整備および住居表示実施により成立した町名である。一方、「丁目」のない塩上町、藤塚町、松島町は、1921年（大正10年）以来の町名で、町名地番整備・住居表示実施時に対象外となった、旧町の残余である。

## 沿革
天正から江戸時代まで

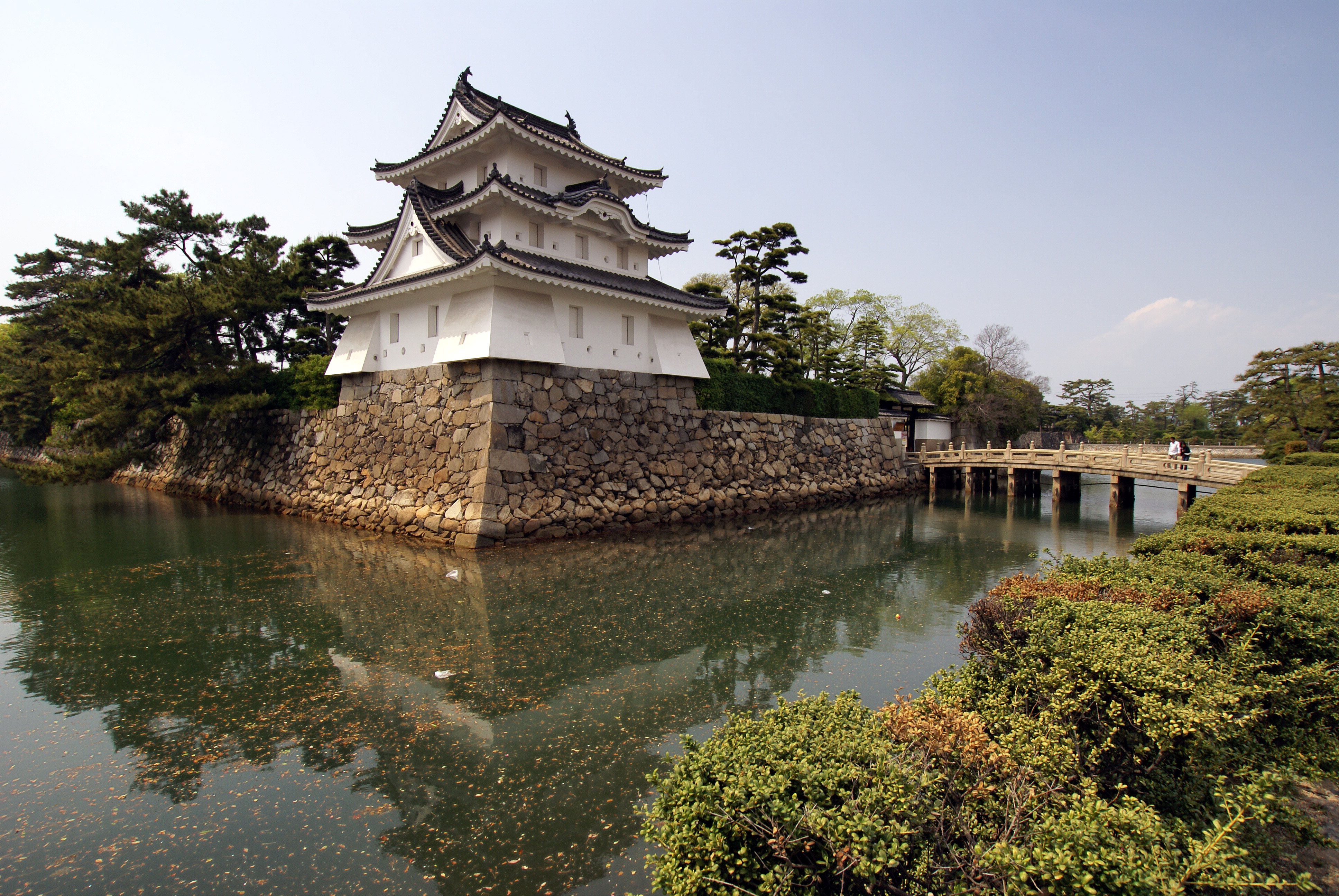
高松城艮櫓

高松市章

- 1588年 － 生駒親正が香東郡篦原庄（のはらのしょう、現在のほぼ旧市内）に高松城とその城下町を築き、高松の本格的発展の基礎を築いた。
- 1642年 － 松平頼重（徳川光圀の兄）が、水戸から高松に転入した。以来、明治維新まで高松は、水戸徳川家の分家に当たる高松松平氏の治下に置かれた。

明治維新から第二次大戦まで
- 1871年（明治4年）7月14日 － 廃藩置県。
- 1888年（明治21年）12月3日 － 香川県が愛媛県から分離されて発足し、高松はその県庁所在地となった。
- 1890年（明治23年）2月15日 － 東浜村と中ノ村の一部を編入市制を施行、高松市が発足。
- 1894年（明治27年）4月27日 － 市章を制定する[12]。
- 1914年（大正3年）5月1日 － 香川郡宮脇村を編入。
- 1921年（大正10年）1月1日 － 香川郡東浜村を編入。
- 1921年（大正10年）11月1日 － 香川郡栗林村を編入。この時点での市域を「旧市内」という。
- 1940年（昭和15年）2月11日 － 香川郡太田村、鷺田村、木田郡屋島町、木太村 、古高松村を編入。
- 1945年（昭和20年）7月4日 － 高松空襲。被災者約86,400名、犠牲者約1,400名。

第二次大戦後
- 1954年（昭和29年）4月1日 － 香川郡一宮村の一部との間で境界を変更。
- 1956年（昭和31年）9月30日 － 香川郡香西町、仏生山町、一宮村、円座村、上笠居村、川岡村、下笠居村、弦打村、多肥村、檀紙村、雌雄島村、木田郡川添村 、林村、前田村、三谷村を編入。
- 1958年（昭和33年）4月1日 － 香川郡香川町の一部との間で境界を変更。
- 1966年（昭和41年）7月1日 － 木田郡山田町を編入。
- 1983年（昭和58年）4月1日 － 綾歌郡綾南町の一部との間で境界を変更。
- 1997年（平成9年）3月29日 － 木田郡三木町と境界変更。
- 1999年（平成11年）4月1日 － 中核市に移行。
- 2002年（平成14年）12月4日 － 木田郡三木町と境界変更。
- 2005年（平成17年）9月26日 － 香川郡塩江町を編入。
- 2006年（平成18年）1月10日 － 香川郡香川町、香南町、木田郡庵治町、牟礼町、綾歌郡国分寺町を編入。

| 編入年月日 | 編入町村       | 人口   | 面積  | 首長       | 編入によって新たに高松市に出来た町                                                                                             |
| --- | -------------- | ------ | ----- | ---------- | --- |
| 1890年2月15日 | 市制施行       | 42,883 | 2.85  | ―          | ― |
| 1914年5月1日 | 香川郡宮脇村   | 3,750  | 2.72  | 不明       | 宮脇町、西浜新町 |
| 1921年1月1日 | 香川郡東浜村   | 7,085  | 2.27  | 久本良八   | 鹽上町、福岡町、松嶋町、花園町                                                                                                 |
| 1921年11月1日 | 香川郡栗林村   | 7,574  | 1.94  | 井上正義   | 栗林町、櫻町、楠上町、花ノ宮町、藤塚町、上之町、中野町                                                                         |
| 1940年2月11日 | 木田郡木太村   | 3,371  | 5.81  | 葛西作太郎 | 木太町 |
| 1940年2月11日 | 木田郡古高松村 | 4,888  | 12.83 | 上枝英雄   | 高松町、春日町、新田町甲、新田町乙                                                                                             |
| 1940年2月11日 | 木田郡屋島町   | 5,508  | 10.41 | 森田惣吉   | 屋島東町、屋島中町、屋島西町                                                                                                   |
| 1940年2月11日 | 香川郡鷺田村   | 7,472  | 6.16  | 内井市太郎 | 峰山町、室町、室新町、東ハゼ町、西ハゼ町、紙町、松竝町、西春日町、勅使町、田村町、上天神町、三條町                             |
| 1940年2月11日 | 香川郡太田村   | 4,745  | 6.02  | 加藤甚助   | 観光町、上福岡町、松繩町、伏石町、太田下町、太田上町、今里町                                                                   |
| 1956年9月30日 | 木田郡前田村   | 4,004  | 6.00  | 木村文土   | 前田西町、前田東町、亀田町 |
| 1956年9月30日 | 木田郡川添村   | 3,899  | 4.49  | 新田義雄   | 元山町、東山崎町、下田井町 |
| 1956年9月30日 | 木田郡林村     | 3,652  | 5.58  | 宮井政雄   | 林町、六条町、上林町 |
| 1956年9月30日 | 木田郡三谷村   | 3,238  | 8.53  | 河野平一   | 三谷町 |
| 1956年9月30日 | 香川郡多肥村   | 3,238  | 3.96  | 福田専一   | 多肥下町、多肥上町、出作町 |
| 1956年9月30日 | 香川郡仏生山町 | 5,738  | 2.95  | 松下新太郎 | 仏生山町甲、仏生山町乙 |
| 1956年9月30日 | 香川郡一宮村   | 5,891  | 7.51  | 中西信男   | 一宮町、三名町、鹿角町、成合町、寺井町                                                                                         |
| 1956年9月30日 | 香川郡川岡村   | 3,775  | 5.40  | 堀川忠一郎 | 川部町、岡本町 |
| 1956年9月30日 | 香川郡円座村   | 4,549  | 5.00  | 高木藤太郎 | 円座町、西山崎町 |
| 1956年9月30日 | 香川郡檀紙村   | 5,512  | 7.74  | 田山数一   | 檀紙町、御廐町、中間町 |
| 1956年9月30日 | 香川郡弦打村   | 4,550  | 6.99  | 梶 清      | 郷東町、鶴市町、飯田町 |
| 1956年9月30日 | 香川郡上笠居村 | 4,889  | 6.83  | 神高恒雄   | 鬼無町藤井、鬼無町是竹、鬼無町佐料、鬼無町佐藤、鬼無町山口、鬼無町鬼無                                                         |
| 1956年9月30日 | 香川郡香西町   | 6,568  | 3.99  | 本田忠雄   | 香西本町、香西東町、香西南町、香西西町、香西北町                                                                               |
| 1956年9月30日 | 香川郡下笠居村 | 6,568  | 18.74 | 高橋 豊    | 神在川窪町、植松町、中山町、生島町、亀水町                                                                                     |
| 1956年9月30日 | 香川郡雌雄島村 | 2,026  | 3.93  | 藤本真照   | 女木町、男木町 |
| 1966年7月1日 | 木田郡山田町   | 14,272 | 40.86 | 赤松 彰    | 川島本町、川島東町、由良町、小村町、亀田南町、十川西町、十川東町、池田町、東植田町、西植田町、菅沢町                           |
| 2005年9月26日 | 香川郡塩江町   | 3,640  | 80.10 | 中井 弘    | 塩江町安原下第1号、塩江町安原下第2号、塩江町安原下第3号、塩江町上西甲、塩江町上西乙、塩江町安原上、塩江町安原上東              |
| 2006年1月10日 | 木田郡牟礼町   | 18,208 | 16.48 | 高木英一   | 牟礼町牟礼、牟礼町大町、牟礼町原                                                                                               |
| 2006年1月10日 | 木田郡庵治町   | 6,259  | 15.83 | 梶川正孝   | 庵治町 |
| 2006年1月10日 | 香川郡香川町   | 24,385 | 27.33 | 岡 弘司    | 香川町大野、香川町寺井、香川町浅野、香川町川内原、香川町川東上、香川町川東下、香川町東谷、香川町安原下第1号、香川町安原下第3号 |
| 2006年1月10日 | 香川郡香南町   | 7,914  | 14.72 | 辻 正雄    | 香南町岡、香南町由佐、香南町西庄、香南町池内、香南町横井、香南町吉光                                                           |
| 2006年1月10日 | 綾歌郡国分寺町 | 24,250 | 26.25 | 福井則史   | 国分寺町新居、国分寺町国分、国分寺町福家、国分寺町福家甲、国分寺町福家乙、国分寺町新名、国分寺町柏原                           |
| ※人口の単位は人、面積の単位はkm²。 ※人口、面積、首長は廃止時点のもの ※町名およびその字体は編入時のもので、必ずしも現在の地名と一致しない。 ※また、1958年（昭和33年）4月1日に香川郡香川町の一部との間で境界を変更した際、同町大字寺井の大部分を編入して寺井町ができたが、南部の一部は編入されず、そのまま香川町大字寺井として残った。 |                |        |       |            | |

## 行政

### 高松市歌
- 1912年（明治45年）6月5日制定

| 「高松市歌」その一 （作詞：三土忠造 作曲：楠美恩三郎） 1. 百船千船港にかかり 鉄道直ちに波止場に起る 西に東に交通しげく 海より陸より貨物は湊ふ 2. 海山眺め名たたる処 いや増す富の限も知らず 四国四県の関門として 我が市の責の重きを悟れ 3. 高松市民 高松市民 玉藻の浦の心は清く 屋島の松の操は高く 勉めよ尽せ御国の為に — | 「高松市歌」その二 （作詞：堀沢周安 作曲：岡野貞一） 1. 八栗屋島の朝霞 玉藻の浦の夕月夜 遊ぶ海山多けれど わきて栗林公園は 此世の外の天地を ここに縮めし心地して 実にうるはしき 高松市 2. 昔の城を背に負ひて 築きたてたる港辺は 行きかひしげき汽車汽船 けむりもつづく陸と海 ここぞ四国の喉の地 出入るひとの波打ちて 実に賑はしき 高松市 3. 香東川の淀みなき 水をわれらが心にて 業こそかはれとりどりに つとめて息まじ怠らじ 市の栄は石清尾の 神も護らせ給ふらむ 実に頼もしき 高松市 — |

また、市歌その一・その二と異なり市からは公的に扱われていないが発表時は「その三」（作詞・赤松景福、作曲・川添安蔵）が追加され、高松市参事会発行の読本『高松唱歌』に収録されていた。
第二次世界大戦中の1942年（昭和17年）には市歌その一・その二とは別に「高松市民の歌」（作詞：小川木南、作曲：中山晋平）が制定されており、いずれも廃止されることなく存続しているが市のサイトでは紹介されていない。

### 歴代市長
（第11代までは官選市長・第12代（2年目以降）以降は公選市長）
- 初代: 赤松渡（1890年5月 - 1896年5月）
- 2代: 小田知周（1896年5月 - 1908年5月）
- 3代: 鈴木幾次郎（1908年5月 - 1914年5月）
- 4代: 逸見常太郎（1914年6月 - 1916年2月）
- 5代: 藤本充安（1917年2月1日 - 1919年1月）
- 6代: 坂田幹太（1919年5月 - 1920年5月）
- 7代: 佐野久宣（1920年10月 - 1924年4月）
- 8代: 石原留吉（1924年9月 - 1928年9月）
- 9代: 松原権四郎（1929年1月 - 1933年1月）
- 10代: 冨家政市（1934年5月 - 1942年5月）
- 11代: 鈴木義伸（1942年7月 - 1946年1月）
- 12代: 國東照太（1946年3月 - 1967年5月）
- 13代: 三宅徳三郎（1967年5月 - 1971年5月）
- 14代: 脇信男（1971年5月 - 1995年5月）
- 15代: 増田昌三（1995年5月2日 - 2007年5月1日）
- 16代: 大西秀人（2007年5月2日 - 現職）

無投票当選事例
公選制になってから無投票当選となったのは1951年の国東と1999年の増田の2人でいずれも当時の現職再選だった。2007年の市長選は、新人立候補者の大西以外の立候補者がおらず、初めて新人が無投票当選した。その4年後の2011年でも大西以外の立候補者がおらず、新人から二期連続での無投票再選となった。高松市選管によれば、高松市長選では初のケース、県庁所在地における新人からの二期連続無投票当選は大津市・佐賀市・鹿児島市の3市に次ぐものとなった。

### 不祥事
参議院選白票水増し事件

2013年（平成25年）7月に行われた第23回参議院議員通常選挙において、高松市選挙管理委員会が比例代表の開票の際、集計済みの白票約300票を再度入力させ白票を増やす不正選挙事件が発生した。
これにより元・高松市選挙管理委員会事務局長ら3人を2014年（平成26年）6月、公職選挙法違反の疑いで逮捕。
選挙制度の根幹を揺るがす「前代未聞」の事態となった。

### 警察
香川県警察の管轄下、以下の警察署がある。最も管轄地域が広い警察署は高松南警察署で高松市の郊外地域の多くを管轄している。高松市の市街地を管轄するのは高松北警察署。高松市内を管轄地域に含む警察署は名称において東西南北が全て揃っており、管轄地域も概ね名称と合致している。高松東警察署と高松西警察署はそれぞれ隣接する木田郡三木町と綾歌郡綾川町に置かれている。なお、さぬき警察署管内となっていた牟礼・庵治地区は2009年に高松北警察署に移管された。
- 高松北警察署
- 高松東警察署
- 高松南警察署
- 高松西警察署

### 消防
高松市消防局には、以下の消防署がある。高松市内の警察署や県立高校と同様に、名称において東西南北が全て揃っている。なお、三木消防署の所管地域は、隣接する木田郡三木町の全域であり、高松市を含まないほか、西消防署の所管地域の一部には、隣接する綾歌郡綾川町の全域が含まれる。それぞれ高松市が隣接町からの委託を受ける形で、高松市消防局が所管している。
- 北消防署
- 東消防署
- 南消防署
- 西消防署
- 三木消防署

### 郵便
集配郵便局
- 高松中央郵便局: 760-00xx、760-85xx、760-86xx、760-87xx
- 高松東郵便局: 761-01xx
- 高松南郵便局: 761-80xx、761-85xx、761-86xx、761-87xx、761-03xx、761-04xx、769-01xx
- 香南郵便局: 761-14xx、761-15xx
- 塩江郵便局: 761-16xx
- 香川郵便局: 761-17xx

番号は集配郵便局に対応する郵便番号。香川県の郵便物の集約・発送の中核拠点である地域区分局として、「高松南郵便局」が指定されている。
無集配郵便局
- 高松茜郵便局
- 高松西宝町郵便局
- 高松宮脇町郵便局
- 高松八本松郵便局
- 高松浜ノ町郵便局
- 高松扇町郵便局
- 香川県庁内郵便局
- サンポート高松郵便局
- 高松井口町郵便局
- 高松塩屋町郵便局
- 高松瓦町郵便局
- 高松福岡町郵便局
- 高松松島町郵便局

- 高松藤塚郵便局
- 高松花園町郵便局
- 高松栗林郵便局
- 高松桜町郵便局
- 高松木太町郵便局
- 高松木太西郵便局
- 男木島郵便局
- 女木島郵便局
- 高松古高松郵便局
- 屋島郵便局
- 牟礼郵便局
- 庵治郵便局
- 高松林郵便局

- 川添郵便局
- 高松前田郵便局
- 高松十川郵便局
- 川島郵便局
- 西植田郵便局
- 大野郵便局
- 浅野郵便局
- 下笠居郵便局
- 高松香西郵便局
- 高松鬼無郵便局
- 高松鶴市郵便局
- 檀紙郵便局
- 高松円座郵便局

- 川岡郵便局
- 高松鷺田郵便局
- 高松田村町郵便局
- 高松上之町郵便局
- 高松伏石郵便局
- ゆめタウン高松内郵便局
- 高松太田郵便局
- 高松仏生山郵便局
- 高松一宮郵便局
- 国分寺郵便局
- 山内郵便局

簡易郵便局
- 千歳簡易郵便局
- 高松東植田簡易郵便局

- 三谷簡易郵便局
- 上西簡易郵便局

- 国分駅前簡易郵便局

## 国の機関

### 裁判所
- 高松高等裁判所
- 高松地方裁判所
- 高松家庭裁判所
- 高松簡易裁判所

### 人事院
- 四国事務局

### 内閣府

#### 警察庁
- 中国四国管区警察局四国警察支局
  - 香川県情報通信部

#### 公正取引委員会
- 近畿中国四国事務所四国支所

### 総務省
- 四国行政評価支局

### 法務省
- 高松法務局
- 高松矯正管区
- 高松刑務所
- 高松少年鑑別所
- 四国地方更生保護委員会
- 高松保護観察所

#### 出入国在留管理庁
- 高松出入国在留管理局

#### 公安調査庁
- 四国公安調査局

#### 検察庁
- 高松高等検察庁
- 高松地方検察庁
- 高松区検察庁

### 財務省
- 四国財務局
- 神戸税関坂出税関支署高松出張所

#### 国税庁
- 高松国税局
  - 高松税務署
- 高松国税不服審判所
- 税務大学校高松研修所

### 経済産業省
- 四国経済産業局
- 中国四国産業保安監督部四国支部

### 農林水産省
- 香川県拠点
  - 香川用水二期農業水利事業所
- 動物検疫所神戸支所四国出張所高松空港事務所（空路のみ管轄。海路は徳島県小松島市の小松島港事務所が管轄）

#### 林野庁
- 四国森林管理局香川森林事務所

### 厚生労働省
- 四国厚生支局
- 香川労働局
  - 高松労働基準監督署
  - 高松公共職業安定所

### 国土交通省
- 四国地方整備局
  - 香川河川国道事務所
  - 四国技術事務所
  - 高松港湾・空港整備事務所
  - 高松港湾空港技術調査事務所
- 四国運輸局
  - 香川運輸支局

#### 気象庁
- 高松地方気象台

#### 海上保安庁
- 第6管区海上保安本部高松海上保安部

#### 国土地理院
- 四国地方測量部

### 環境省
- 中国四国地方環境事務所四国事務所
- 中国四国地方環境事務所高松自然保護官事務所

### 防衛省
- 中国四国防衛局高松防衛事務所
- 自衛隊香川地方協力本部

高松市は四国地方における政治・行政の中心都市である。中央省庁の地方機関である地方支分部局のうち四国管区を統括する部局は15局中13局が、その他内部事務所や特別の機関、司法機関などに至ってはほぼ全てが置かれている。なお高松市に置かれていない管区地方支分部局のうち、四国総合通信局（総務省）やそれに付随する情報・通信系の機関（日本郵政グループの四国支社や、NHKの四国における拠点局も）は松山市、四国森林管理局（農林水産省）は高知市に置かれている。
現在、香川県と高松市は再開発サンポート高松に「高松サンポート合同庁舎」を建設して、そこへ現在市内に分散している国の出先機関を集約し、道州制の州都を視野に入れた四国の中核管理都市としての地位を確固たるものにしようとしている。
その他公的機関
日本銀行高松支店（日本銀行） - 寿町2丁目1-6

## 議会

### 香川県議会
2023年香川県議会議員選挙
- 選挙区：高松市選挙区
- 定数：15人
- 投票日：2023年4月9日
- 当日有権者数：348,930人
- 投票率：37.28％

| 候補者名   | 当落 | 年齢 | 所属党派     | 新旧別 | 得票数   |
| ---------- | ---- | ---- | ------------ | ------ | -------- |
| 大山一郎   | 当   | 63   | 自由民主党   | 現     | 10,152票 |
| 都築信行   | 当   | 57   | 公明党       | 現     | 9,623票  |
| 植田真紀   | 当   | 47   | 無所属       | 新     | 9,585票  |
| 田井久留美 | 当   | 56   | 公明党       | 新     | 8,377票  |
| 宮本欣貞   | 当   | 67   | 自由民主党   | 現     | 8,113票  |
| 富野和憲   | 当   | 51   | 立憲民主党   | 新     | 7,239票  |
| 金藤友香理 | 当   | 51   | 国民民主党   | 新     | 6,999票  |
| 天雲千恵美 | 当   | 50   | 自由民主党   | 新     | 6,892票  |
| 山本悟史   | 当   | 54   | 国民民主党   | 現     | 6,769票  |
| 岡野朱里子 | 当   | 49   | 自由民主党   | 現     | 6,634票  |
| 平木享     | 当   | 75   | 自由民主党   | 現     | 6,497票  |
| 鎌田守恭   | 当   | 74   | 自由民主党   | 現     | 6,419票  |
| 松本公継   | 当   | 49   | 自由民主党   | 現     | 5,937票  |
| 里石明敏   | 当   | 60   | 自由民主党   | 現     | 5,638票  |
| 樫昭二     | 当   | 73   | 日本共産党   | 現     | 5,622票  |
| 竹本敏信   | 落   | 75   | 立憲民主党   | 現     | 4,731票  |
| 黒川保     | 落   | 61   | 日本維新の会 | 新     | 4,696票  |
| 秋山時貞   | 落   | 36   | 日本共産党   | 現     | 4,428票  |
| 河西範幸   | 落   | 44   | かがわ船の党 | 新     | 1,578票  |
| 平井和     | 落   | 61   | 無所属       | 新     | 1,137票  |
| 土岐淳一   | 落   | 52   | 無所属       | 新     | 511票    |
| 喜岡廣美   | 落   | 72   | 無所属       | 新     | 363票    |

2019年香川県議会議員選挙
- 選挙区：高松市選挙区
- 定数：15人
- 投票日：2019年4月7日
- 当日有権者数：351,473人
- 投票率：37.54％

| 候補者名   | 当落 | 年齢 | 所属党派   | 新旧別 | 得票数   |
| ---------- | ---- | ---- | ---------- | ------ | -------- |
| 大山一郎   | 当   | 59   | 自由民主党 | 現     | 11,533票 |
| 宮本欣貞   | 当   | 63   | 自由民主党 | 現     | 11,327票 |
| 都築信行   | 当   | 53   | 公明党     | 現     | 10,472票 |
| 岡野朱里子 | 当   | 45   | 無所属     | 現     | 10,055票 |
| 広瀬良隆   | 当   | 65   | 公明党     | 現     | 9,337票  |
| 平木享     | 当   | 71   | 自由民主党 | 現     | 8,832票  |
| 三野康祐   | 当   | 62   | 無所属     | 現     | 8,191票  |
| 鎌田守恭   | 当   | 70   | 自由民主党 | 現     | 7,780票  |
| 竹本敏信   | 当   | 71   | 立憲民主党 | 現     | 7,462票  |
| 山本悟史   | 当   | 50   | 国民民主党 | 現     | 7,172票  |
| 樫昭二     | 当   | 69   | 日本共産党 | 現     | 6,802票  |
| 綾田福雄   | 当   | 72   | 自由民主党 | 現     | 6,589票  |
| 松本公継   | 当   | 45   | 自由民主党 | 現     | 5,931票  |
| 高木英一   | 当   | 69   | 自由民主党 | 現     | 5,758票  |
| 秋山時貞   | 当   | 32   | 日本共産党 | 新     | 5,731票  |
| 寺嶋昌夫   | 落   | 58   | 自由民主党 | 現     | 5,367票  |
| 喜岡廣美   | 落   | 68   | 無所属     | 新     | 811票    |

### 衆議院
香川県第1区
- 選挙区：香川1区（高松市（本庁管内、勝賀総合センター管内、山田支所管内、鶴尾・太田・木太・古高松・屋島・前田・川添・林・三谷・仏生山・一宮・多肥・川岡・円座・檀紙・女木・男木の各出張所管内）、小豆郡、香川郡）
- 任期：2021年10月31日 - 2025年10月30日
- 当日有権者数：313,296人
- 投票率：57.52％

| 当落 | 候補者名 | 年齢 | 所属党派     | 新旧別 | 得票数   | 重複 |
| ---- | -------- | ---- | ------------ | ------ | -------- | ---- |
| 当   | 小川淳也 | 50   | 立憲民主党   | 前     | 90,267票 | ○    |
| 比当 | 平井卓也 | 63   | 自由民主党   | 前     | 70,827票 | ○    |
|      | 町川順子 | 62   | 日本維新の会 | 新     | 15,888票 | ○    |

香川県第2区
- 選挙区：香川2区（高松市（旧国分寺町・香川町・香南町・塩江町・牟礼町・庵治町域）、丸亀市（旧綾歌町・飯山町域）、坂出市、さぬき市、東かがわ市、木田郡、綾歌郡）
- 任期：2021年10月31日 - 2025年10月30日
- 当日有権者数：258,730人
- 投票率：58.53％

| 当落 | 候補者名   | 年齢 | 所属党派   | 新旧別 | 得票数   | 重複 |
| ---- | ---------- | ---- | ---------- | ------ | -------- | ---- |
| 当   | 玉木雄一郎 | 52   | 国民民主党 | 前     | 94,530票 | ○    |
|      | 瀬戸隆一   | 56   | 自由民主党 | 元     | 54,334票 | ○    |

## 姉妹都市・提携都市
- 彦根市（滋賀県）
  - 1966年（昭和41年）8月15日姉妹城都市提携（高松城、彦根城）
- 水戸市（茨城県）
  - 1974年（昭和49年）4月13日親善都市提携（高松松平氏と水戸徳川家の血縁関係）
- 矢島町（秋田県由利郡。現在の由利本荘市）
  - 1999年（平成11年）10月27日友好都市提携
- セントピーターズバーグ市（アメリカ合衆国 フロリダ州）
  - 1961年（昭和36年）10月5日姉妹都市提携
- トゥール市（フランス共和国 アンドル＝エ＝ロワール県）
  - 1988年（昭和63年）6月3日姉妹都市提携）
- 南昌市（中華人民共和国 江西省）
  - 1990年（平成2年）9月28日友好都市提携）
- 基隆市（中華民国 台湾省）
  - 2017年（平成30年）5月1日友好都市提携）

## 経済
高松市は高松都市圏の核都市であり、都市雇用圏人口84万人で四国1位の都市圏を形成している。中央官庁や、首都の東京や大阪になどに本社を置く全国的な大企業の四国を統轄する出先機関が集中するため、「支店経済都市」とも呼ばれる。また、四国旅客鉄道の本社が置かれるなど四国の交通の中心都市となっている。

## 安全性

### 治安
高松市の犯罪認知件数は全国平均と同様増加している。21世紀に入り、人口が増加し急発展した太田地区第二土地区画整理事業の地区内や、そこを中心とした郊外では恐喝、自転車盗などの街頭犯罪、空き巣などの軽犯罪の増加が目立つ。
高松市は香川県内最大の中心市街地を擁し、外部からの流入者が多く集まる繁華街や商業施設などといった多くの犯罪要素を抱えているが、その割に香川県内では治安の良い地域の一つである。香川県内で最も刑法犯認知件数（1000人当り）が多いのは中讃地域で、中讃地域を管轄する坂出・丸亀・善通寺の3署で県内警察署のワースト3を独占しているほどである。地域別に見ると、治安の悪さが際立つ中讃地域が11.88件なのに対し、高松地域は9.41件、東讃・小豆島地域は7.29件、西讃地域は8.27件となっている。
なお、香川県として交通事故が全国ワーストを記録することがある。

### 暴力団
高松市を勢力圏とする代表的な暴力団は、四国唯一の公安委員会指定暴力団である親和会や、山口組の2次団体・若林組などが挙げられる。親和会は全国で21ある指定暴力団の中では一番小さな規模であるが、高松市に侵入してきた他の系列の暴力団との抗争を繰り返し、1992年12月香川県公安委員会から指定暴力団に指定された、どこにも属さない独立系の暴力団である。事務所は高松市塩上町に置かれていて、そこには系列の暴力団の事務所も多い。
暴力団の事務所は主に中心市街地外縁の住宅街に多く、その周辺では発砲事件や抗争事件などがたびたび発生する。（平成17年）2月1日未明、高松市の繁華街、古馬場町において親和会構成員数名と山口組系中津川組（木太町）の組員数名が乱闘となり、数時間後に中津川組傘下組事務所に銃弾が打ち込まれ、親和会吉良組（昭和町）にも銃弾が打ち込まれるなどした他、その後、中津川組事務所にも銃弾が打ち込まれ早朝には警察、機動隊が厳戒中の親和会本部（塩上町）に中津川組組員が手榴弾を投げ込み爆発させるという戦争さながらの抗争事件が発生した。親和会と中津川組においては1984年（昭和59年）にも親和会幹部1名が射殺され中津川組組員2名が射殺されるという凄惨な抗争を起こしている。2005年（平成17年）4月16日午前5時ごろから午前7時45分ごろにかけては親和会と山口組の抗争事件が発生し、山口組系豪友会村秀総業（多肥上町）、親和会吉良組（昭和町）および親和会本部（塩上町）で同時に発砲事件があった。その2時間後の9時55分には高知市内の山口組系豪友会本部に銃弾が打ち込まれ、高松市栗林町の親和会構成員が逮捕されている。

## 地域間関係

### 岡山市

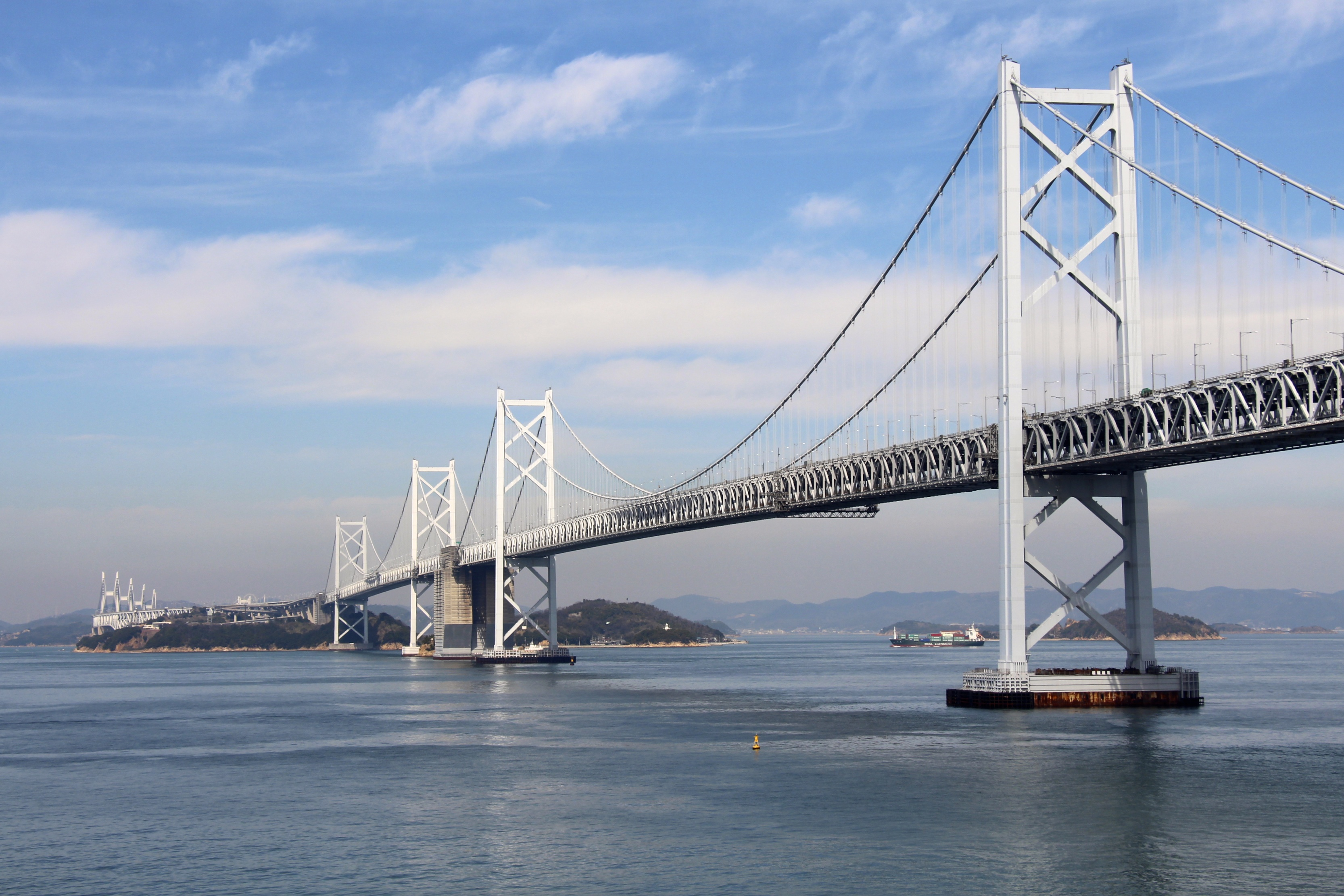
瀬戸大橋の完成はその後の高松の歴史を大きく変えた。しばしば高松の宇高連絡船時代の終結や、その後の地域交流の象徴として採り上げられる。

岡山市との間には瀬戸内海があるが距離的に最も近い県庁所在地であり、瀬戸大橋開通前より宇高連絡船を通じて交流が盛んだった。また、民放テレビ局は両県を放送エリアとしているため、相互の情報取得も容易である。瀬戸大橋開通後はマリンライナーが両都市間を所要時間1時間弱で結んでおり、さらに交流関係が深くなっているが、大都市圏の県庁所在地同士のようなどちらかへの圧倒的な吸収力は無い。

### 四国内
詳細は四国#地域、高松市の経済などを参照。
高松駅からは四国他県の県庁所在地の中心駅徳島駅、松山駅、高知駅間を結ぶ特急列車が発着している。四国8の字ネットワークの整備により高速道路でも四国他県の県庁所在地と直接結ばれたことにより四国内での交流が盛んになっている。国土交通省の全国幹線旅客純流動データによると、生活圏別年間流動先（県境を越えた移動）について、1990年の時点で高松市を含む香川県東部からの移動先は岡山県南が1位だったが、2010年時点では徳島が1位となり、また愛媛、高知との交流も増加している。

### 周辺都市
| 都市       | 国道      | 国道    | 高速道路   | 高速道路   | 鉄道       | 備考                                                                  |
| 都市       | 時間      | 距離    | 時間       | 距離       | 時間       | 備考                                                                  |
| ---------- | --------- | ------- | ---------- | ---------- | ---------- | --------------------------------------------------------------------- |
| 美馬市     | 56分      | 42.0km  | 利用不向き | 利用不向き | 利用不向き |                                                                       |
| 岡山市     | 1時間44分 | 43.9km  | 1時間10分  | 75.7km     | 52分       | 国道利用にはフェリーを含む。高速道路は早島ICからは国道2号・30号を利用 |
| 四国中央市 | 2時間1分  | 73.2km  | 49分       | 69.1km     | 1時間2分   |                                                                       |
| 徳島市     | 2時間11分 | 74.4km  | 1時間14分  | 68.4km     | 57分       | 高速道路は鳴門ICからは国道11号を利用                                  |
| 高知市     | 3時間21分 | 138.9km | 1時間29分  | 123.6km    | 2時間12分  |                                                                       |
| 松山市     | 4時間10分 | 158.3km | 1時間48分  | 151.1km    | 2時間23分  |                                                                       |
| 神戸市     |           |         | 1時間46分  | 136.5km    | 1時間32分  | 鉄道利用には新幹線を含む                                              |
| 福山市     | 2時間0分  | 79.9km  | 1時間12分  | 107.2km    | 1時間18分  | 国道利用にはフェリーを含む。鉄道利用には新幹線を含む                  |

## 地区・町名
高松市では1940年の第4次合併以降に合併した市域について、その各区域を以って住民サービスを行う出先機関の支所あるいは出張所を設置している。人口など統計においてはその管轄区域単位が「地区」として利用される。また、平成の大合併では新たに高松市へ編入された地域についてはその面積が広いため、ここでは合併前にその町の中で利用されていた小単位をまとまりの「地区」としている。
本庁地区においては市制施行時点の範囲を「都心」とし、旧3村はその区域毎に分け、埋立地やその後本庁地区となったものについては「その他」に分類している。

## 建築

### 建造物
支店経済の街とも言われる高松市の建造物は、市街地に於いて概ね「リトル東京」を形成しており、メインストリートでもある中央通りには近代的な高層ビルが並ぶ。さらにその中でも景観に変化をつけている建物としては、高松シンボルタワー、香川県庁本館、高松市役所、瓦町駅ビルなどがある。商店街ではアーケードが発達し、また別の景観を形成している。
高さにおいては商業施設で四国一の超高層ビルである「高松シンボルタワー」をトップに「香川県庁本館」や「JRホテルクレメント高松」が知られる。住宅では、桜町一丁目の香川県済生会病院（移転）跡地に建設された19階建てタワーマンション「アルファタワー桜町プライムハウス」ほか、14､5階建ての高層マンションが市街地およびその近隣地区を中心に多数建てられている。
高層建築物一覧
1. 高松シンボルタワー（151m、30階建て、10.2万m²）
2. 香川県庁本館（113m、22階建て、約4万m²）
3. JRホテルクレメント高松（95m、20階建て、3.3万m²）
4. 瓦町駅ビル（73m、11階建て、9.1万m²）
5. 高松サンポート合同庁舎A棟（66.83m、14階建て、2万9847m²）
6. 百十四銀行本店（66m、16階建て）
7. アルファタワー桜町 プライムハウス（64.17m、19階建て）
8. 東明ビルディング（62.4m、13階建て）
9. 高松市役所（60m、13階建て）
10. 四国電力本社（60m、13階建て）

歴代最高層建築物一覧
- 1958年 - 1966年: 香川県庁舎（現東館）（43m、8階）
- 1966年 - 1996年: 百十四銀行本店（66.0m、16階）
- 1996年 - 2000年: 琴電瓦町駅ビル（73.0m、11階）
- 2000年 - 2004年: 香川県庁舎本館（113.0m、21階）
- 2004年 - 現在: 高松シンボルタワー（151.3m、30階）

### 再開発事業
四国で道州制が導入された際の州都の誘致や、商店街活性化の為の再開発事業が進行している。支店経済に頼らない経済の再活性化を目指している。

### 住宅
2003年度の住宅・土地統計調査によると、高松市の住宅は持家69,200世帯、公営借家5,800世帯、公団・公社借家600世帯、民営借家42,000世帯、給与住宅6,800世帯である。総住宅戸数は総世帯数を上回る155,000戸ある。

#### 公営住宅
高松市内における公営住宅の管理戸数は、2006年時点で市営住宅が57団地4340戸、県営住宅が20団地4900戸である。単独団地で最大戸数を有するのは県営西春日団地の884戸で、その次に市営すみれ団地の730戸が続くが、上位2位はいずれも鶴尾地区に位置している。市営住宅の供給は1951年に開始され、現在は良質な賃貸住宅の供給を促進するために、民間活力を導入し中堅所得者層・高齢者層に対する特定優良賃貸住宅や、高齢者向け優良賃貸住宅制度を設けている。
高松市における市営住宅の一覧
| - 朝日町団地 - 朝日町二丁目 - 花園町団地 - 花園町三丁目 - 木太町A団地 - 木太町 - 木太町B団地 - 木太町 - 木太町本村団地 - 木太町 - 高松町団地 - 高松町 - 水田団地 - 東山崎町 - 高田北団地 - 前田東町 - 川東団地 - 由良町 - 高田団地 - 前田東町 - 西宝町A団地 - 西宝町一丁目 - 西宝町B団地 - 西宝町二丁目 - 西宝町C団地 - 西宝町一丁目 - 旭ヶ丘団地 - 宮脇町二丁目 - 宮脇町団地 - 宮脇町二丁目 - 香西本町団地 - 香西本町 - 檀紙町団地 - 檀紙町 - 石清尾団地 - 宮脇町二丁目 | - 飯田町団地 - 飯田町 - 中野町団地 - 中野町 - 上之町A団地 - 上之町二丁目 - 上之町B団地 - 上之町二丁目 - 上之町C団地 - 上之町二丁目 - 成合町田中団地 - 成合町 - 勅使町田中団地 - 勅使町 - 太田上町団地 - 太田上町 - 仏生山町団地 - 仏生山町 - 寺井町団地 - 寺井町 - すみれ団地 - 田村町 - 屋島西町新浜団地 - 屋島西町 - 川島東団地 - 川島東町 - 前田団地 - 前田西町 - 鹿角団地 - 鹿角町 - 西浦団地 - 田村町 - 上天神南団地 - 上天神町 - 河北団地 - 塩江町安原下 | - 本町団地 - 安原上東 - 東山団地 - 国分寺町国分 - 東山第2団地 - 国分寺町国分 - 東山第3団地 - 国分寺町新居 - さくら団地 - 国分寺町新居 - 香南町北部団地 - 香南町由佐 - 香南町西部団地 - 香南町横井 - 北井団地 - 塩江町安原上東 - 松島町団地 - 松島町 - 中村団地 - 塩江町安原下 - 北山団地 - 庵治町 - 昭和団地 - 前田東町・前田西町 - 上天神町団地 - 上天神町 - 川島南団地 - 川島東町 - あかつき団地 - 田村町・勅使町・鹿角町 - 下向田団地 - 国分寺町新居 - 香南町北部団地 - 香南町吉光・香南町由佐 |

高松市における県営住宅の一覧
| - 天神前団地 - 亀岡町 - 天神前小団地 - - 昭和団地 - 扇町二丁目 - 松島団地 - 松島町 - 勅使団地 - 勅使町 - 上天神団地 - 上天神町 - 太田団地 - 太田上町 | - 屋島団地 - 高松町 - 札場団地 - 木太町 - 一宮団地 - 寺井町・一宮町 - 高松元山団地 - 元山町 - 木太コーポラス - 木太町 - 木太川西団地 - 木太町 - 西春日団地 - 西春日町・松並町 | - 屋島西団地 - 屋島西町 - 屋島東団地 - 高松町 - 植松団地 - 植松町 - 牟礼団地 - 牟礼町牟礼 - 香川団地 - 香川町大野 - 国分寺団地 - 国分寺町柏原・国分寺町新名 |

## 教育
高松の公立小中学校では、2004年度に全校で2学期制が導入されたが、2013年度に3学期制に戻っている。中心部の小中学校では殆どで児童生徒数が減少し、それに伴う統廃合、校区修正問題などが大きな課題になっている。

### 大学
国立
- 香川大学

公立
- 香川県立保健医療大学
- 愛知県立芸術大学 女木ハウス

私立
- 高松大学
- 放送大学 香川学習センター

### 専門職短期大学
私立
- せとうち観光専門職短期大学

### 短期大学
公立
- 香川県立医療短期大学（香川県立保健医療大学に改組された）

私立
- 高松短期大学

### 高等専門学校
国立
- 香川高等専門学校（前：高松工業高等専門学校）

### 高等学校
県立・市立
| - 香川県立高松高等学校 - 香川県立高松工芸高等学校 - 香川県立高松商業高等学校 - 香川県立高松北高等学校※中高併設 - 香川県立高松東高等学校 | - 香川県立高松南高等学校 - 香川県立高松西高等学校 - 香川県立高松桜井高等学校 - 香川県立香川中央高等学校 - 高松第一高等学校（市立） |

私立
| - 穴吹学園高等学校 - 英明高等学校 - 大手前高松高等学校※中高併設 - 星槎国際高等学校香川キャンパス高松校 - 高松中央高等学校 | - 香川誠陵高等学校※中高併設 - 鹿島朝日高等学校高松校キャンパス - 未来高等学校香川中央学習センター - ヒューマンキャンパス高等学校高松学習センター |

※高松第一高等学校は高松市が設置しているが、名称に高松市立はつかない。

### 特別支援学校
- 香川県立盲学校
- 香川県立聾学校
- 香川県立香川中部養護学校
- 香川県立高松養護学校

### 中学校
国立
- 香川大学教育学部附属高松中学校

県立
- 香川県立高松北中学校※中高併設

市立
| - 高松市立紫雲中学校 - 高松市立高松第一中学校 - 高松市立桜町中学校 - 高松市立玉藻中学校 - 高松市立太田中学校 - 高松市立木太中学校 - 高松市立屋島中学校 - 高松市立古高松中学校 | - 高松市立協和中学校 - 高松市立龍雲中学校 - 高松市立一宮中学校 - 高松市立勝賀中学校 - 高松市立香東中学校 - 高松市立下笠居中学校 - 高松市立男木中学校 - 高松市立山田中学校 - 高松市立塩江中学校 | - 高松市立牟礼中学校 - 高松市立庵治中学校 - 高松市立香川第一中学校 - 高松市立香南中学校 - 高松市立国分寺中学校 |

なお、女木島には中学校はなく、海路で高松第一中学校へ通うことになる。
私立
- 大手前高松中学校※中高併設
- 香川誠陵中学校※中高併設
- 香川県明善中学校（休校中）

### 小学校
国立
- 香川大学教育学部附属高松小学校

市立
| - 高松市立新番丁小学校 - 高松市立亀阜小学校 - 高松市立栗林小学校 - 高松市立花園小学校 - 高松市立高松第一小学校 - 高松市立鶴尾小学校 - 高松市立太田小学校 - 高松市立太田南小学校 - 高松市立中央小学校 - 高松市立木太小学校 - 高松市立木太北部小学校 - 高松市立木太南小学校 - 高松市立古高松小学校 - 高松市立古高松南小学校 - 高松市立屋島小学校 - 高松市立屋島西小学校 - 高松市立屋島東小学校 | - 高松市立前田小学校 - 高松市立川添小学校 - 高松市立林小学校 - 高松市立三渓小学校 - 高松市立仏生山小学校 - 高松市立多肥小学校 - 高松市立一宮小学校 - 高松市立檀紙小学校 - 高松市立円座小学校 - 高松市立川岡小学校 - 高松市立香西小学校 - 高松市立弦打小学校 - 高松市立鬼無小学校 - 高松市立下笠居小学校 - 高松市立女木小学校（休校中） - 高松市立男木小学校 - 高松市立十河小学校 | - 高松市立川島小学校 - 高松市立東植田小学校 - 高松市立東植田小学校菅沢分校（休校中） - 高松市立植田小学校 - 高松市立塩江小学校 - 高松市立牟礼小学校 - 高松市立牟礼北小学校 - 高松市立牟礼南小学校 - 高松市立庵治小学校 - 高松市立庵治第二小学校（2018年より休校中） - 高松市立大野小学校 - 高松市立浅野小学校 - 高松市立川東小学校 - 高松市立香南小学校 - 高松市立国分寺北部小学校 - 高松市立国分寺南部小学校 |

### 廃止
- 高松市立高松第一小学校・中学校
松島・築地・新塩屋の3小学校と光洋・城内の2中学校を統合し、小中一貫校とする。中学校は2009年に先行開校し、小学校は2010年開校。所在地は旧松島小学校および旧光洋中学校。小中一貫校としての通称は「高松第一学園」。
- 高松市立新番丁小学校
日新・二番丁・四番丁の3小学校を統合。2010年開校。所在地は旧二番丁小学校。
- 高松市立塩江小学校
安原（戸石分校を含む）・塩江・上西の3小学校を統合。2015年開校。塩江中学校の改築に併せ同行敷地内に施設一体型として整備（小中一貫校ではない）。

## 主な医療機関
高松市内の医療施設は2015年10月1日現在で691施設、7,135床である。二次医療圏は木田郡三木町、香川郡直島町と共に高松医療圏に属している。
- 高松赤十字病院（576床）
- 香川県立中央病院（531床）
- 高松市立みんなの病院（305床）
- 屋島総合病院（279床）
- キナシ大林病院（254床）
- 高松医療センター（210床）
- りつりん病院（199床）
- 香川県済生会病院（198床）
- KKR高松病院（179床）
- 高松平和病院（123床）

このほかにも隣接する三木町には香川大学医学部附属病院（613床）がある。

## 交通
市内は他の地方都市と同様、公共交通機関より道路の整備が優先されている。そのため公共交通機関の利用率は低く、高松市を始めとする香川県は自家用車の分担率が92％を占め、自動車への依存度が高い都市の1つである。また、高松市内は平野部が多く、平坦な道が多いため「自転車王国」といわれるほど自転車が多い。
高松市中心部を南北に貫く中央通り（サンポート高松・栗林公園前間の約 2.4km）は、幅員33-36ｍ、約4ｍ幅の中央分離帯に8ｍ間隔でクスノキが植栽され、1986年（昭和61年）には日本の道100選に選定された。1949年（昭和24年）に開催された観光高松大博覧会を記念し、高松市の呼びかけにより地元企業から苗木が寄贈され、3年間をかけて植樹されたもの。

## 通信
高松市内の市外局番は全域で087（高松MA）である。高松市以外で同じ高松MAなのはさぬき市（志度・鴨庄・小田・鴨部・末）、綾歌郡綾川町、木田郡三木町、香川郡直島町で全域が087、この域内では市内通話が可能である。高松MAの加入者総数は21万1393回線。
かつて高松MAでは、市外局番が4ケタ、市内局番が2ケタであった（0878-xx-xxxx）が、1997年（平成9年）10月10日に逼迫対策として市外局番末尾の8を市内局番の頭に付ける（移行する）ことによって、現行の市外・市内局番ともに3ケタとなった（087-8xx-xxxx）。
高松MA収容局一覧
| 高松香川：高松市観光通1丁目8-2 高松北2：高松市内町1-11 屋島：高松市高松町字斉田3012-2 讃岐牟礼：高松市牟礼町牟礼字堀越 讃岐前田：高松市東山崎町字水田 讃岐川島：高松市川島東町字西下所462-5 西植田：高松市西植田町字松尾台2125 讃岐三条：高松市三条町字下所245 庵治：高松市庵治町字浜847 女木：高松市女木町字宮ノ上 讃岐国分寺：高松市国分寺町新居1688 綾南：綾歌郡綾川町萱原473 讃岐昭和：綾歌郡綾川町畑田 | 綾上：綾歌郡綾川町山田上 香川：高松市香川町川東下字中村618 香西：高松市香西西町55番地1 円座2：高松市円座町字西村200-1 新仏生山：高松市仏生山町字伊勢地甲 直島：香川郡直島町 塩江：高松市塩江町 志度：さぬき市志度879-2 鴨部：さぬき市鴨部 讃岐小田：さぬき市小田 讃岐安原：高松市塩江町安原下 讃岐三木：木田郡三木町大字池戸2774 讃岐神山：木田郡三木町大字鹿庭 |

## 観光・イベント

### 観光地
史跡・自然
- 屋島 - 屋島スカイウェイ、屋島神社、屋島寺宝物館、新屋島水族館、屋嶋城跡（国史跡）。
- 四国村（四国民家博物館）- 旧ワサ・ダウン住宅（異人館）、四国村ギャラリー（安藤忠雄設計）
- 栗林公園（国の特別名勝） - ミシュランガイド（観光版）で最高評価の三ツ星に選定されている。
  - 讃岐民芸館
  - 商工奨励館
  - 掬月亭
- 高松城跡（玉藻城） - 月見櫓、水手御門、艮櫓などが国の重要文化財。日本三大水城のひとつ。
- 十河城跡：市指定史跡。
- 勝賀城：市指定史跡。
- 高松市鬼ヶ島おにの館 - 女木島港に立地。鬼ヶ島の歴史と文化を紹介する。
- 鬼ヶ島洞窟
- 高原製粉精米水車場（登録有形民俗文化財・産業遺産）
- 高松市市民文化センター平和記念室
- さぬき空港公園
- 塩江温泉
- 仏生山温泉
- 庵治温泉
- 四国高松温泉
- 花樹海温泉

博物館・建築物
- 小比賀住宅 - 国の重要文化財
- 香川県立ミュージアム
- 香川県庁舎東館 - 丹下健三設計、BCS賞受賞、猪熊弦一郎の壁画がある
- 香川県立体育館 - 丹下健三設計、BCS賞受賞
- 百十四ビル - BCS賞受賞、BELCA賞LLB部門受賞
- 香川県文化会館 - 日本建築家協会25年賞受賞
- 高松平家物語歴史館
- 高松市美術館 - BCS賞受賞
- イサム・ノグチ庭園美術館
- ジョージナカシマ記念館
- 高松市塩江美術館
- 高松市歴史資料館
- 高松市水道資料館 - 歴史館とPR館の建物からなる。歴史館は大正10年築の西洋館。
- 菊池寛記念館
- 瀬戸内海歴史民俗資料館 - 山本忠司設計、1974年度日本建築学会賞受賞、1998年度公共建築100選選定

ウォーターフロント
- 高松港、サンポート高松
  - せとシーパレット
- 北浜alley
- 男木島灯台 - 1895年（明治28年）点灯、保存灯台、日本の灯台50選、土木学会選奨土木遺産、1957年公開映画「喜びも悲しみも幾歳月」の舞台、男木島灯台資料館を併設

神社・寺院
- 石清尾八幡宮 - 高松の氏神、旧県社
- 田村神社 - 讃岐国一宮、新四国曼荼羅霊場 11番札所
- 熊野権現桃太郎神社
- 國分八幡宮

- 仏生山法然寺

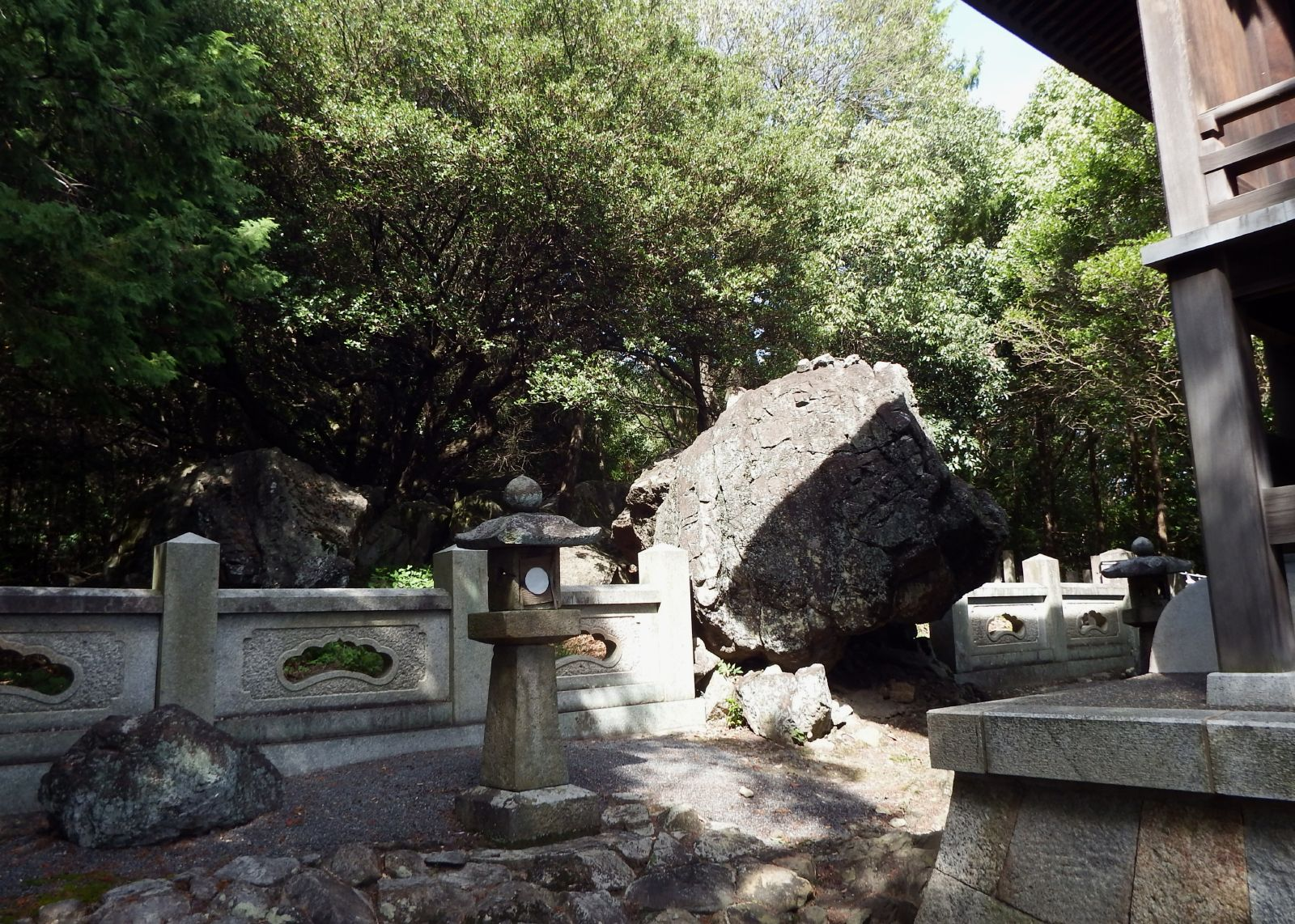
國分八幡宮 磐座

- 圓通山鷲峰寺 - 新四国曼荼羅霊場 13番札所
- 超世山浄願寺

四国八十八箇所
- 80番札所 白牛山国分寺 - 本堂は国の重要文化財
- 82番札所 青峰山根香寺
- 83番札所 神毫山一宮寺
- 84番札所 南面山屋島寺 - 本堂は国の重要文化財
- 85番札所 五剣山八栗寺

四国別格二十霊場
- 19番霊場 寶幢山香西寺

四国三十六不動霊場
- 32番霊場 美應山天福寺
- 35番霊場 西寶山厄除不動明王院
- 36番霊場 成田山聖代寺

公営競技
- 高松競輪場

### イベント
- 高松春のまつり・フラワーフェスティバル
  - 5月の連休に中央公園内を花いっぱいにして開催されるイベント。交通安全フェスティバルも同時開催される。
- さぬき高松まつり
  - 毎年8月12日 - 8月14日の3日間行なわれる。メイン会場は高松中央公園でお笑いタレントや歌手によるイベントステージや浴衣コンテスト、さぬきうどん早食い大会が行なわれている。13日には朝日新町F地区沖合いから打ち上げられる花火大会が行なわれ、14日の最終日にはメインストリート中央通りで一合まいたの総踊りが行なわれる（いずれも雨天時翌日延期。1973年と1994年は異常渇水により中止された）。まつりの告知は主管のRNC西日本放送のテレビ・ラジオでされている。
- 高松秋のまつり・仏生山大名行列（毎年9月）
- YOSAKOI高松祭り（毎年10月）
- 高松冬のまつり
  - 1987年から行われている、毎年12月第3土曜日から12月25日のクリスマスシーズンに催されるイベント。メイン会場は高松中央公園。一時期、プレイベントがサンポート高松で行われていた。さぬき高松まつりと違い、イベント告知や開催期間の総集編番組は主管のKSB瀬戸内海放送でされている。
- 高松国際ピアノコンクール
- 石清尾八幡宮例大祭
- 郡市対抗源平駅伝
- さぬき映画祭（毎年2月）
- 瀬戸の都・高松 石彫トリエンナーレ
- 塩江もみじまつり（塩江温泉郷）
- 栗林公園桜花まつり
- ひょうげ祭り（香川町）
  - ひょうげとは、「ひょうきん」「おどけた」などのニュアンスを含む讃岐弁「ひょうげな」から。その名の通り、参加者がユーモラスな格好で町を練り歩く奇祭。
- むれ源平 石あかりロード（牟礼町）
- 瀬戸内国際芸術祭（高松港ほか）

## マスメディア

### 新聞
- 四国新聞

高松市を包括する地方紙は四国新聞があり、約6割のシェアを持つ。夕刊は唯一、日経新聞がJR高松駅売店や高松市役所の近くのローソン高松亀井町店で販売されている。夕刊スポーツ紙の大阪スポーツ・日刊ゲンダイ・夕刊フジは輸送関係の影響により朝刊扱いとして半日遅れでコンビニで販売している。

#### 高松に支社・支局を置く新聞社
香川県内で刊行する全国紙は香川県における取材活動・営業の拠点としてそれぞれ高松市に支社・支局を置いている。その他、四国内他県の地方紙は香川県内では刊行していないが、四国最大の経済都市における営業拠点として、また四国地方の政治・行政の中心都市における取材拠点として高松市に支社を置いている。
全国紙
読売新聞大阪本社高松総局: 高松市番町1丁目10-21、担当地区: 香川県
朝日新聞社高松総局: 高松市天神前2-1、担当地区: 香川県
毎日新聞社高松支局: 高松市中央町17-32、担当地区: 香川県
日本経済新聞社高松支局: 高松市天神前4-34、担当地区: 香川県
産経新聞社高松支局: 高松市鍛冶屋町7-10、担当地区: 香川県
聖教新聞社四国支社: 高松市勅使町76-1、担当地区: 四国
地方紙
徳島新聞高松支社: 高松市寿町2丁目3-8 徳島新聞高松ビル、担当地区: 四国（徳島県を除く）・岡山県
愛媛新聞高松支社: 高松市鍛冶屋町3 香川三友ビル4階、担当地区: 四国（愛媛県を除く）・岡山県
高知新聞高松支社: 高松市番町1丁目6-1 住友生命高松ビル、担当地区: 中国四国地方（高知県を除く）
山陽新聞高松支局: 高松市古新町3-1 東明ビル2階、担当地区: 香川県

### テレビ
- NHK高松放送局 1ch、2ch

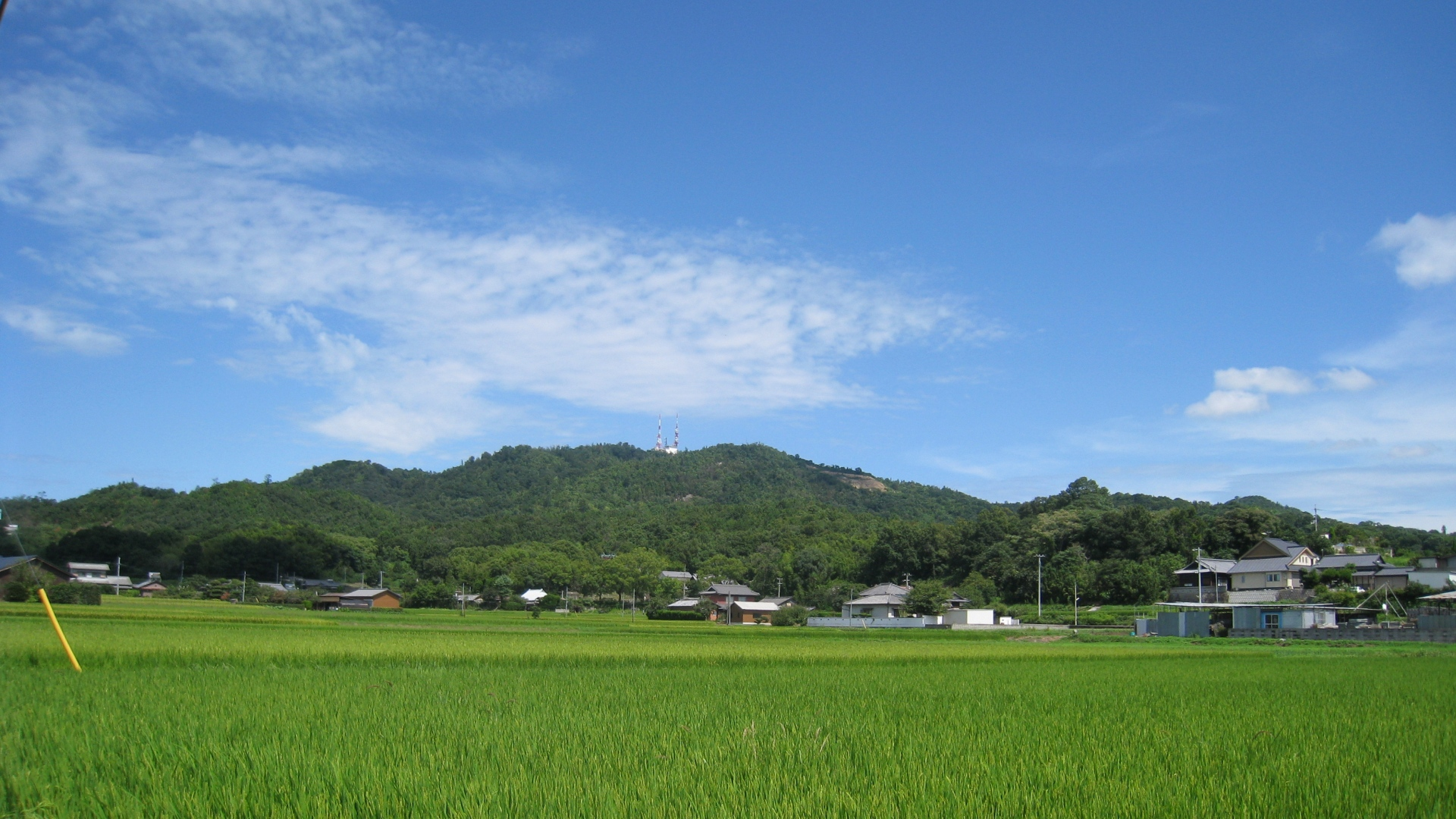
前田山送信所

- RNC西日本放送 4ch（日本テレビ系列、略称: RNC、本社: 高松市）
- KSB瀬戸内海放送 5ch（テレビ朝日系列、略称: KSB、本社: 高松市）
- RSKテレビ 6ch（TBS系列、略称: RSK、本社: 岡山市）
- TSCテレビせとうち 7ch（テレビ東京系列、略称: TSC、本社: 岡山市）
- OHK岡山放送 8ch（フジテレビ系列、略称: OHK、本社: 岡山市）

地上波テレビ放送において、高松では岡山・香川両県の民放相互乗り入れ放送が行われている。高松には2局、岡山には3局が立地する。
地上波テレビ放送の環境は、香川県と岡山県を合わせて5局が立地し、これに加えてNHKが立地する。しかし、独立系の民間放送局は存在せず、いずれの放送局も「首都・東京の五大キー局の出張所」の様相を呈している。
NHK高松放送局は高松市を本拠地としているが、西日本放送と瀬戸内海放送はもともと高松市で創業しているにもかかわらず本社は高松と岡山の2本社体制で、岡山本社にもスタジオ機能が存在し番組制作が出来るようになっている。しかし両社とも番組制作やスタジオ機能の主は高松本社であり、登記上の本店も高松本社にある。
両県の民放テレビ放送局とも、送信所の親局は岡山県の金甲山送信所に設置されており、香川県の基幹送信所としては前田山送信所が高松の前田山に設置されている。前田山送信所のことを「高松局」と呼ぶが、西日本放送だけは岡山の金甲山に設置されている送信所を「高松局」と呼び、高松の前田山に設置されている送信所は「前田山局」と呼ぶ。これは、西日本放送の放送エリアが当初は香川県のみであり、当時「高松局」と呼ばれた旧親局が五色台青峰に設置されていたが、その後の岡山・香川両県の民放相互乗り入れで各社で親局場所を統一する際に、親局を金甲山への移転扱いとし、名称も一緒に移したためである。
地上デジタル放送においては、岡山放送が先陣を切って、「映像の再生に必要な制御信号」を含めない試験放送を開始し、続いて瀬戸内海放送が同種の試験放送を開始した。いずれも開始当初からアナログ放送と同一の番組のサイマル放送であった。その後試験放送を開始していなかった局も、2006年（平成18年）10月12日には一斉に「映像の再生に必要な制御信号」を含めた試験放送（山陽放送は10月16日、テレビせとうちは11月19日まで試験用動画でのみ、それ以外はアナログ放送と同一の番組のサイマル放送）を開始し、2006年（平成18年）12月1日に「本放送」を開始した。福岡県を除く九州各県と共に日本で最も遅い開始であった。

#### 高松に支社・支局を置く放送局
放送対象地域を共有する岡山県の放送局の他、四国他県の放送局が新聞社と同様に四国最大の経済都市における営業拠点としてや、四国地方の政治・行政の中心都市における取材拠点として高松市に支社・支局を置いている。その全てがメインストリート中央通り沿いに位置し、とりわけ四国地方の放送局の支社・支局は高松高等裁判所の前である寿町に集中している。また、かつては愛媛朝日テレビも支社を置いていた。
岡山
RSK山陽放送四国支社: 高松市古新町3-1 東明ビル2階、担当地区: 四国
岡山放送四国支社: 高松市古新町8-1 四国パナソニックビル2階、担当地区: 四国・その他
テレビせとうち四国支社: 高松市亀井町2-1 朝日生命相互会社高松ビル4階、担当地区: 四国
徳島
四国放送高松支社: 高松市寿町2丁目3-8 徳島新聞四国放送高松ビル4階、担当地区: 四国（徳島県を除く）・岡山県
松山
南海放送高松支社: 高松市寿町1丁目3-2 高松第一生命ビルディング4階、担当地区: 四国（愛媛県を除く）・岡山県
テレビ愛媛高松支局: 高松市寿町1丁目2-5 井門高松ビル5階、担当地区: 四国（愛媛県を除く）・岡山県
高知
高知放送高松支社: 高松市番町1丁目6-1 住友生命高松ビル9階
高知さんさんテレビ高松オフィス: 高松市寿町1丁目2-5 JPRパークウエスト高松5階

### ラジオ
- 以下に掲げる以外にも瀬戸内海沿岸一帯のAMラジオ局と四国放送のAMが良好に受信できる。

| 放送局                          | 周波数  | 開局                      | 出力 | 送信所       |
| ------------------------------- | ------- | ------------------------- | ---- | ------------ |
| NHK高松第1                      | 1368kHz | 1944年（昭和19年）5月17日 | 5kW  | 松縄町       |
| RNC西日本放送ラジオ             | 1449kHz | 1953年（昭和28年）10月1日 | 5kW  | 木太町       |
| NHK高松第2                      | 1035kHz | 1958年（昭和33年）6月29日 | 1kW  | 松縄町       |
| NHK高松FM                       | 86.0MHz | 1969年（昭和44年）3月1日  | 1kW  | 五色台青峰   |
| FM香川                          | 78.6MHz | 1988年（昭和63年）4月1日  | 1kW  | 五色台三ツ峰 |
| FM高松                          | 81.5MHz | 1996年（平成8年）4月1日   | 20W  | 石清尾山     |
| RNC西日本放送ラジオ（ワイドFM） | 90.3MHz | 2020年（令和2年）2月16日  | 1kW  | 五色台青峰   |

### ケーブルテレビ
- ケーブルメディア四国（CMS）
- 高松市塩江ケーブルネットワーク

## 文化・スポーツ

### チーム
プロフェッショナル
- 香川ファイブアローズ（バスケットボール ジャパン・プロフェッショナル・バスケットボールリーグ）
- 香川オリーブガイナーズ（野球 四国アイランドリーグplus）
- カマタマーレ讃岐（サッカー Jリーグ）

アマチュア
| - 香川アイスフェローズ（アイスホッケー） - 四国電力陸上競技部（男女陸上競技） - 四国電力バスケットボール部（男子バスケットボール） - アークバリア硬式野球部（社会人野球） - JR四国硬式野球部（社会人野球） - 四国電力硬式野球部（社会人野球 ※1974年に解散） | - 四国Eighty 8 Queen（女子バレーボール） - 香川銀行チームハンド（女子ハンドボール） - タダノ（男子バドミントン） - 百十四銀行（女子卓球、女子バドミントン） - NTTドコモ四国（女子ソフトテニス） - 高松信用金庫（女子ホッケー） |

### 音楽・劇団など
- 瀬戸フィルハーモニー交響楽団（日本オーケストラ連盟準会員）
- 高松交響楽団
- 高松混声合唱団
- 香川オリーブ少年少女合唱団
- 銀河鉄道 (劇団)
- マエカブ

### 施設
| - 高松市総合体育館 - 高松市香川総合体育館 - 高松市屋島競技場 | - 高松市立東部運動公園 - 高松市立ヨット競技場 - 仏生山公園 |

## 著名な出身者
★は高松観光大使
産業
- 三木忠直（桜花 (航空機)、新幹線0系電車の開発者）

文化
| - 菊池寛（小説家） - 大藪春彦（小説家） - 西村寿行（小説家） - 西村望（小説家） - 高城修三（小説家） - 十返肇（文芸評論家） - 対馬康子（俳人） - 前田伍健（川柳作家） - つげのり子（作家、皇室ライター） - 浅野健一（ジャーナリスト） - 朝原雄三（映画監督） - 喰始（演出家） - 太田愛（脚本家） - 金谷祐子（脚本家） - 中谷まゆみ（脚本家） - 木村俊彦（建築構造家） - 高谷時彦（建築家） | - 猪熊弦一郎（洋画家、育ちは丸亀市） - 野生司香雪（仏画家） - 土井勝（料理研究家） - 福川裕徳（会計学者） - 横井芳弘（法学者） - 藤田一良（弁護士） - 小林健二（将棋棋士） - 藤本渚（将棋棋士） - 喜国雅彦（漫画家） - ふじつか雪（漫画家） - 日本橋ヨヲコ（漫画家） - 津々巳あや（漫画家） - 塩田武史（写真家） - まいけるひとし（写真家） - 大山明彦（日本画家、文化財復元・模写の第一人者） - 佃昌道（工学者、高松大学学長） |

実業
- 小早川龍司（弁護士、日本弁護士連合会副会長、四国弁護士会連合会理事長、香川大学教授）
- 辻義文（元日産自動車社長、会長、元日本自動車工業会会長、元日本経済団体連合会副会長）
- 笠井和彦（元福岡ソフトバンクホークス代表取締役社長、元安田信託銀行取締役会長）
- 古竹孝一（いすみ鉄道社長、日新タクシー会長）
- 木村伊量（前朝日新聞社・代表取締役社長）
- 児玉謙次（横浜正金銀行頭取）
- 原田武夫（原田武夫国際戦略情報研究所創業者）

政治
- 大平正芳（第68・69代内閣総理大臣）
- 三木武吉（政治家）
- 西尾末広（政治家・民社党初代委員長）
- 福家俊一（政治家）
- 成田知巳（政治家・日本社会党委員長）
- 古本伸一郎（政治家）
- 薗浦健太郎（政治家）

スポーツ
| - 宮武三郎（元プロ野球選手／殿堂入り） - 水原茂（元プロ野球選手・監督／殿堂入り） - 三原脩（元プロ野球選手・監督、まんのう町生まれ／殿堂入り） - 西村正夫（元プロ野球選手・監督） - 牧野茂（元プロ野球選手／殿堂入り） - 島谷金二（元プロ野球選手） - 中西太（元プロ野球選手・監督／殿堂入り）★ - 近藤昭仁（元プロ野球選手・監督） - 佐々木貴賀（元北海道日本ハムファイターズ投手） - 天野浩一（元広島東洋カープ投手） - 神田義英（元千葉ロッテマリーンズ投手） - 松家卓弘（元プロ野球選手） - 齊藤信介（元中日ドラゴンズ投手） - 塹江敦哉（広島東洋カープ投手) - 浅野翔吾（読売ジャイアンツ外野手) | - 三木龍喜（テニス選手・ウィンブルドン混合複優勝） - 小西健太（バレーボール選手） - 森下純弘（プロハンドボール選手） - 溝渕雄志（プロサッカー選手） - 野口遼太（プロサッカー選手） - 山崎基生（ラグビー選手） - 中北浩仁（元アイスホッケー選手、アイススレッジホッケー指導者） - 八嶌山平八郎（元大相撲幕内力士） - 神生山清（元大相撲幕内力士） - 五剣山博之（元大相撲十両力士） - 木村庄之助 (22代) （元大相撲行司） - 植田平太郎（剣道家・昭和天覧試合出場） - 額田長（剣道家、居合道家） - 鬼ヶ島竜（プロボクサー） - 日下尚（グレコローマンレスリング選手、2024年パリ五輪優勝） |

芸能
| - 浅野麻衣子（女優） - 木内晶子（女優） - 高畑淳子（女優） - 藤澤恵麻（ファッションモデル、女優）（東京都生まれ） - 松本明子（タレント・女優） - 水野美紀（女優）（育ちは、三重県四日市市） - 多田羅理加（タレント・モデル） - 井上由美子（旧名・羽柴まゆみ。元グラビアアイドル、総合格闘家） - 尾崎裕美（女優、元グラビアアイドル） - 矢野有美（元・アイドルタレント、女優、歌手） - 伊藤祐奈（女性アイドル、アイドリング!!!） - 古川未鈴（女性アイドル、でんぱ組.inc）★ - 藤森加奈（ファッションモデル、女優） - 佐野真彩（レースクイーン） - 早川凛（AV女優） - 望月ちひろ（AV女優） - 太田浩介（元俳優） - 平岡拓真（元俳優） - 田中尚貴（俳優） - シャカ（お笑いコンビ） - 大熊啓誉 - 植松俊介 - 丸山裕樹（お笑いコンビ・タリキ） - 西山浩司（タレント・イモ欽トリオ） - 南原清隆（タレント・ウッチャンナンチャン） | - 山下しげのり（タレント・ジャリズム） - 内海雅智（ミュージカル俳優） - 上原彩子（ピアニスト） - 川井郁子（ヴァイオリニスト、作曲家）★ - 稲垣飛鳥（フルート奏者、料理研究家）生まれは京都府 - 上野由恵（フルート奏者） - 東原力哉（ドラマー） - 小倉博和（ギタリスト） - 徳田憲治（スムルース、ボーカル&ギター） - 高木芳基（ザ・マスミサイル、ボーカル・ハープ（ブルースハーモニカ）） - 長尾匡祐（ドートレトミシー、ボーカル・ギター） - ダイスケはん（マキシマム ザ ホルモン、ボーカル） - 赤股賢二郎（ソノダバンド、ギター） - かまだみき（歌手） - 松原美香（歌手） - SHOCO（Missing Link 、ボーカル） - mimika（シンガーソングライター） - 立山航洋（THE LINDA!のメンバー） - 立山秋航（THE LINDA!のメンバー） - 福田幹大（音楽ディレクター、プロデューサー） - 中村悠一（声優） - 春瀬なつみ（声優） - 井川秀栄（声優） - 大里菜桜（モデル） - 宮原まお（作曲家） |

マスコミ
| - 香川恵美子（元TBSアナウンサー、田口壮の妻） - 橋谷能理子（フリーアナウンサー） - 松本一路（NHKアナウンサー） - 久保晴生（元日本テレビアナウンサー、久保純子の父） - 伊藤健三（NHKアナウンサー、チーフアナウンサー） - 原渕由布奈（福井テレビアナウンサー） | - 笠置わか菜（福島放送アナウンサー） - 山田舞（元宮崎放送アナウンサー） - 岡佳奈（元RKB毎日放送、元中国放送アナウンサー） - 坂上昭子（四国放送元アナウンサー） - 中村信博（NHKアナウンサー） |

地元マスコミ
| - 日野真（西日本放送アナウンサー） - 鴨居真理子（西日本放送アナウンサー） - 熊谷富由美（西日本放送アナウンサー） - 伊達典子（西日本放送アナウンサー） | - 宮宇地美穂（西日本放送アナウンサー） - 蓮井孝夫（西日本放送元アナウンサー） - 植松おさみ（西日本放送元アナウンサー） |